# Partita scozzese
La partita scozzese è un'apertura degli scacchi determinata dalle mosse:
1. e4 e5
2. Cf3 Cc6
3. d4
Venne per la prima volta utilizzata agli inizi del XIX secolo in una partita tra il club di Edimburgo e quello di Londra, da cui ha avuto origine il suo nome. Quest'apertura ricevette le attenzioni di molti grandi giocatori, tra cui Steinitz e Paulsen, ma venne successivamente quasi abbandonata in quanto la spinta in d4 sembrava prematura e si riteneva che non desse reali problemi al Nero per pareggiare il gioco.
Negli anni Ottanta è stata rivalutata in seguito al suo impiego da parte di campioni come Garry Kasparov e Jan Timman, col principale scopo di sorprendere l'avversario ed evitare la ben più conosciuta partita spagnola.
Negli ultimi anni la popolarità della partita scozzese è notevolmente cresciuta. Diversi giocatori di punta, tra cui Magnus Carlsen e Jan Nepomnjaščij, la adottano frequentemente.

## Continuazioni principali
La terza mossa del Nero è usualmente 3...exd4; l'alternativa 3...d6 è svantaggiosa dopo 4.dxe5 dxe5 5.Dxd8+ Rxd8 6.Ac4. La ricattura di cavallo  3...Cxd4, abbastanza popolare nel XIX secolo, è giocabile ma considerata inferiore, sebbene l'Enciclopedia jugoslava delle aperture ritenga che dopo 4.Cxd4 Cxd4 5.Dxd4 Ce7 6.Ac4 Cc6 7.Dd5 Df6 8.0-0 Ce5 9.Ae2 c6 10.Db3 Cg6 11.f4 Ac5+ 12.Rh1 d6 la posizione sia pari.
Dopo 3...exd4 4.Cxd4 le mosse più frequenti sono:
- 4...Ac5, dove il Bianco può scegliere fra tre continuazioni:
  - cambiare i cavalli con 5.Cxc6 Df6 (minaccia matto in f2) 6.Dd2 bxc6 7.Cc3;
  - mantenere il cavallo al centro con 5.Ae3 Df6 6.c3 Cge7 7.Ac4;
  - spostare il cavallo sul lato di donna con 5.Cb3 Ad6 (var. Potter).
- 4...Cf6: qui il Bianco può decidere se giocare 5.Cc3 (entrando in una variante della partita dei 4 cavalli, che può verificarsi anche dopo 1.e4 e5 2.Cf3 Cc6 3.Cc3 Cf6 4.d4 exd4) oppure 5.Cxc6, che generalmente continua con  5...bxc6 6.e5 De7 7.De2 Cd5 8.c4 (questo seguito è detto "variante Mieses");
- 4...Ab4+, con l'idea di impedire lo sviluppo naturale del cavallo in c3 dopo  5.c3  (variante Malanjuk);
- 4...Dh4, la variante Steinitz. Sebbene il Nero guadagni un pedone, il Bianco ottiene un vantaggio di sviluppo e la possibilità di costringere il re nero al centro dopo 5.Cc3 Ab4 6.Ae2 Dxe4 7.Cdb5 Axc3+ 8.bxc3 Rd8 9.0-0;
- 4...Cxd4 5.Dxd4 Cf6, e il bianco è il giocatore preferibile per la centralità e lo spazio a disposizione della sua regina.

### Il gambetto scozzese
Se il Bianco non riprende il pedone, giocando 4.Ac4, il Nero può ora trasporre nella difesa dei 2 cavalli con 4...Cf6, oppure giocare 4...Ac5 5.c3 e decidere se accettare il pedone (concedendo al Bianco un vantaggio di sviluppo) oppure se trasporre nel giuoco piano con 5...Cf6.
|   | a | b | c | d | e | f | g | h |   |
| 8 | a8 torre del nero · c8 alfiere del nero · e8 re del nero · h8 torre del nero · a7 pedone del nero · b7 pedone del nero · c7 pedone del nero · d7 pedone del nero · e7 cavallo del nero · f7 pedone del nero · g7 pedone del nero · h7 pedone del nero · c6 cavallo del nero · f6 donna del nero · c5 alfiere del nero · c4 alfiere del bianco · d4 cavallo del bianco · e4 pedone del bianco · c3 pedone del bianco · e3 alfiere del bianco · a2 pedone del bianco · b2 pedone del bianco · f2 pedone del bianco · g2 pedone del bianco · h2 pedone del bianco · a1 torre del bianco · b1 cavallo del bianco · d1 donna del bianco · e1 re del bianco · h1 torre del bianco | a8 torre del nero · c8 alfiere del nero · e8 re del nero · h8 torre del nero · a7 pedone del nero · b7 pedone del nero · c7 pedone del nero · d7 pedone del nero · e7 cavallo del nero · f7 pedone del nero · g7 pedone del nero · h7 pedone del nero · c6 cavallo del nero · f6 donna del nero · c5 alfiere del nero · c4 alfiere del bianco · d4 cavallo del bianco · e4 pedone del bianco · c3 pedone del bianco · e3 alfiere del bianco · a2 pedone del bianco · b2 pedone del bianco · f2 pedone del bianco · g2 pedone del bianco · h2 pedone del bianco · a1 torre del bianco · b1 cavallo del bianco · d1 donna del bianco · e1 re del bianco · h1 torre del bianco | a8 torre del nero · c8 alfiere del nero · e8 re del nero · h8 torre del nero · a7 pedone del nero · b7 pedone del nero · c7 pedone del nero · d7 pedone del nero · e7 cavallo del nero · f7 pedone del nero · g7 pedone del nero · h7 pedone del nero · c6 cavallo del nero · f6 donna del nero · c5 alfiere del nero · c4 alfiere del bianco · d4 cavallo del bianco · e4 pedone del bianco · c3 pedone del bianco · e3 alfiere del bianco · a2 pedone del bianco · b2 pedone del bianco · f2 pedone del bianco · g2 pedone del bianco · h2 pedone del bianco · a1 torre del bianco · b1 cavallo del bianco · d1 donna del bianco · e1 re del bianco · h1 torre del bianco | a8 torre del nero · c8 alfiere del nero · e8 re del nero · h8 torre del nero · a7 pedone del nero · b7 pedone del nero · c7 pedone del nero · d7 pedone del nero · e7 cavallo del nero · f7 pedone del nero · g7 pedone del nero · h7 pedone del nero · c6 cavallo del nero · f6 donna del nero · c5 alfiere del nero · c4 alfiere del bianco · d4 cavallo del bianco · e4 pedone del bianco · c3 pedone del bianco · e3 alfiere del bianco · a2 pedone del bianco · b2 pedone del bianco · f2 pedone del bianco · g2 pedone del bianco · h2 pedone del bianco · a1 torre del bianco · b1 cavallo del bianco · d1 donna del bianco · e1 re del bianco · h1 torre del bianco | a8 torre del nero · c8 alfiere del nero · e8 re del nero · h8 torre del nero · a7 pedone del nero · b7 pedone del nero · c7 pedone del nero · d7 pedone del nero · e7 cavallo del nero · f7 pedone del nero · g7 pedone del nero · h7 pedone del nero · c6 cavallo del nero · f6 donna del nero · c5 alfiere del nero · c4 alfiere del bianco · d4 cavallo del bianco · e4 pedone del bianco · c3 pedone del bianco · e3 alfiere del bianco · a2 pedone del bianco · b2 pedone del bianco · f2 pedone del bianco · g2 pedone del bianco · h2 pedone del bianco · a1 torre del bianco · b1 cavallo del bianco · d1 donna del bianco · e1 re del bianco · h1 torre del bianco | a8 torre del nero · c8 alfiere del nero · e8 re del nero · h8 torre del nero · a7 pedone del nero · b7 pedone del nero · c7 pedone del nero · d7 pedone del nero · e7 cavallo del nero · f7 pedone del nero · g7 pedone del nero · h7 pedone del nero · c6 cavallo del nero · f6 donna del nero · c5 alfiere del nero · c4 alfiere del bianco · d4 cavallo del bianco · e4 pedone del bianco · c3 pedone del bianco · e3 alfiere del bianco · a2 pedone del bianco · b2 pedone del bianco · f2 pedone del bianco · g2 pedone del bianco · h2 pedone del bianco · a1 torre del bianco · b1 cavallo del bianco · d1 donna del bianco · e1 re del bianco · h1 torre del bianco | a8 torre del nero · c8 alfiere del nero · e8 re del nero · h8 torre del nero · a7 pedone del nero · b7 pedone del nero · c7 pedone del nero · d7 pedone del nero · e7 cavallo del nero · f7 pedone del nero · g7 pedone del nero · h7 pedone del nero · c6 cavallo del nero · f6 donna del nero · c5 alfiere del nero · c4 alfiere del bianco · d4 cavallo del bianco · e4 pedone del bianco · c3 pedone del bianco · e3 alfiere del bianco · a2 pedone del bianco · b2 pedone del bianco · f2 pedone del bianco · g2 pedone del bianco · h2 pedone del bianco · a1 torre del bianco · b1 cavallo del bianco · d1 donna del bianco · e1 re del bianco · h1 torre del bianco | a8 torre del nero · c8 alfiere del nero · e8 re del nero · h8 torre del nero · a7 pedone del nero · b7 pedone del nero · c7 pedone del nero · d7 pedone del nero · e7 cavallo del nero · f7 pedone del nero · g7 pedone del nero · h7 pedone del nero · c6 cavallo del nero · f6 donna del nero · c5 alfiere del nero · c4 alfiere del bianco · d4 cavallo del bianco · e4 pedone del bianco · c3 pedone del bianco · e3 alfiere del bianco · a2 pedone del bianco · b2 pedone del bianco · f2 pedone del bianco · g2 pedone del bianco · h2 pedone del bianco · a1 torre del bianco · b1 cavallo del bianco · d1 donna del bianco · e1 re del bianco · h1 torre del bianco | 8 |
| 7 | a8 torre del nero · c8 alfiere del nero · e8 re del nero · h8 torre del nero · a7 pedone del nero · b7 pedone del nero · c7 pedone del nero · d7 pedone del nero · e7 cavallo del nero · f7 pedone del nero · g7 pedone del nero · h7 pedone del nero · c6 cavallo del nero · f6 donna del nero · c5 alfiere del nero · c4 alfiere del bianco · d4 cavallo del bianco · e4 pedone del bianco · c3 pedone del bianco · e3 alfiere del bianco · a2 pedone del bianco · b2 pedone del bianco · f2 pedone del bianco · g2 pedone del bianco · h2 pedone del bianco · a1 torre del bianco · b1 cavallo del bianco · d1 donna del bianco · e1 re del bianco · h1 torre del bianco | a8 torre del nero · c8 alfiere del nero · e8 re del nero · h8 torre del nero · a7 pedone del nero · b7 pedone del nero · c7 pedone del nero · d7 pedone del nero · e7 cavallo del nero · f7 pedone del nero · g7 pedone del nero · h7 pedone del nero · c6 cavallo del nero · f6 donna del nero · c5 alfiere del nero · c4 alfiere del bianco · d4 cavallo del bianco · e4 pedone del bianco · c3 pedone del bianco · e3 alfiere del bianco · a2 pedone del bianco · b2 pedone del bianco · f2 pedone del bianco · g2 pedone del bianco · h2 pedone del bianco · a1 torre del bianco · b1 cavallo del bianco · d1 donna del bianco · e1 re del bianco · h1 torre del bianco | a8 torre del nero · c8 alfiere del nero · e8 re del nero · h8 torre del nero · a7 pedone del nero · b7 pedone del nero · c7 pedone del nero · d7 pedone del nero · e7 cavallo del nero · f7 pedone del nero · g7 pedone del nero · h7 pedone del nero · c6 cavallo del nero · f6 donna del nero · c5 alfiere del nero · c4 alfiere del bianco · d4 cavallo del bianco · e4 pedone del bianco · c3 pedone del bianco · e3 alfiere del bianco · a2 pedone del bianco · b2 pedone del bianco · f2 pedone del bianco · g2 pedone del bianco · h2 pedone del bianco · a1 torre del bianco · b1 cavallo del bianco · d1 donna del bianco · e1 re del bianco · h1 torre del bianco | a8 torre del nero · c8 alfiere del nero · e8 re del nero · h8 torre del nero · a7 pedone del nero · b7 pedone del nero · c7 pedone del nero · d7 pedone del nero · e7 cavallo del nero · f7 pedone del nero · g7 pedone del nero · h7 pedone del nero · c6 cavallo del nero · f6 donna del nero · c5 alfiere del nero · c4 alfiere del bianco · d4 cavallo del bianco · e4 pedone del bianco · c3 pedone del bianco · e3 alfiere del bianco · a2 pedone del bianco · b2 pedone del bianco · f2 pedone del bianco · g2 pedone del bianco · h2 pedone del bianco · a1 torre del bianco · b1 cavallo del bianco · d1 donna del bianco · e1 re del bianco · h1 torre del bianco | a8 torre del nero · c8 alfiere del nero · e8 re del nero · h8 torre del nero · a7 pedone del nero · b7 pedone del nero · c7 pedone del nero · d7 pedone del nero · e7 cavallo del nero · f7 pedone del nero · g7 pedone del nero · h7 pedone del nero · c6 cavallo del nero · f6 donna del nero · c5 alfiere del nero · c4 alfiere del bianco · d4 cavallo del bianco · e4 pedone del bianco · c3 pedone del bianco · e3 alfiere del bianco · a2 pedone del bianco · b2 pedone del bianco · f2 pedone del bianco · g2 pedone del bianco · h2 pedone del bianco · a1 torre del bianco · b1 cavallo del bianco · d1 donna del bianco · e1 re del bianco · h1 torre del bianco | a8 torre del nero · c8 alfiere del nero · e8 re del nero · h8 torre del nero · a7 pedone del nero · b7 pedone del nero · c7 pedone del nero · d7 pedone del nero · e7 cavallo del nero · f7 pedone del nero · g7 pedone del nero · h7 pedone del nero · c6 cavallo del nero · f6 donna del nero · c5 alfiere del nero · c4 alfiere del bianco · d4 cavallo del bianco · e4 pedone del bianco · c3 pedone del bianco · e3 alfiere del bianco · a2 pedone del bianco · b2 pedone del bianco · f2 pedone del bianco · g2 pedone del bianco · h2 pedone del bianco · a1 torre del bianco · b1 cavallo del bianco · d1 donna del bianco · e1 re del bianco · h1 torre del bianco | a8 torre del nero · c8 alfiere del nero · e8 re del nero · h8 torre del nero · a7 pedone del nero · b7 pedone del nero · c7 pedone del nero · d7 pedone del nero · e7 cavallo del nero · f7 pedone del nero · g7 pedone del nero · h7 pedone del nero · c6 cavallo del nero · f6 donna del nero · c5 alfiere del nero · c4 alfiere del bianco · d4 cavallo del bianco · e4 pedone del bianco · c3 pedone del bianco · e3 alfiere del bianco · a2 pedone del bianco · b2 pedone del bianco · f2 pedone del bianco · g2 pedone del bianco · h2 pedone del bianco · a1 torre del bianco · b1 cavallo del bianco · d1 donna del bianco · e1 re del bianco · h1 torre del bianco | a8 torre del nero · c8 alfiere del nero · e8 re del nero · h8 torre del nero · a7 pedone del nero · b7 pedone del nero · c7 pedone del nero · d7 pedone del nero · e7 cavallo del nero · f7 pedone del nero · g7 pedone del nero · h7 pedone del nero · c6 cavallo del nero · f6 donna del nero · c5 alfiere del nero · c4 alfiere del bianco · d4 cavallo del bianco · e4 pedone del bianco · c3 pedone del bianco · e3 alfiere del bianco · a2 pedone del bianco · b2 pedone del bianco · f2 pedone del bianco · g2 pedone del bianco · h2 pedone del bianco · a1 torre del bianco · b1 cavallo del bianco · d1 donna del bianco · e1 re del bianco · h1 torre del bianco | 7 |
| 6 | a8 torre del nero · c8 alfiere del nero · e8 re del nero · h8 torre del nero · a7 pedone del nero · b7 pedone del nero · c7 pedone del nero · d7 pedone del nero · e7 cavallo del nero · f7 pedone del nero · g7 pedone del nero · h7 pedone del nero · c6 cavallo del nero · f6 donna del nero · c5 alfiere del nero · c4 alfiere del bianco · d4 cavallo del bianco · e4 pedone del bianco · c3 pedone del bianco · e3 alfiere del bianco · a2 pedone del bianco · b2 pedone del bianco · f2 pedone del bianco · g2 pedone del bianco · h2 pedone del bianco · a1 torre del bianco · b1 cavallo del bianco · d1 donna del bianco · e1 re del bianco · h1 torre del bianco | a8 torre del nero · c8 alfiere del nero · e8 re del nero · h8 torre del nero · a7 pedone del nero · b7 pedone del nero · c7 pedone del nero · d7 pedone del nero · e7 cavallo del nero · f7 pedone del nero · g7 pedone del nero · h7 pedone del nero · c6 cavallo del nero · f6 donna del nero · c5 alfiere del nero · c4 alfiere del bianco · d4 cavallo del bianco · e4 pedone del bianco · c3 pedone del bianco · e3 alfiere del bianco · a2 pedone del bianco · b2 pedone del bianco · f2 pedone del bianco · g2 pedone del bianco · h2 pedone del bianco · a1 torre del bianco · b1 cavallo del bianco · d1 donna del bianco · e1 re del bianco · h1 torre del bianco | a8 torre del nero · c8 alfiere del nero · e8 re del nero · h8 torre del nero · a7 pedone del nero · b7 pedone del nero · c7 pedone del nero · d7 pedone del nero · e7 cavallo del nero · f7 pedone del nero · g7 pedone del nero · h7 pedone del nero · c6 cavallo del nero · f6 donna del nero · c5 alfiere del nero · c4 alfiere del bianco · d4 cavallo del bianco · e4 pedone del bianco · c3 pedone del bianco · e3 alfiere del bianco · a2 pedone del bianco · b2 pedone del bianco · f2 pedone del bianco · g2 pedone del bianco · h2 pedone del bianco · a1 torre del bianco · b1 cavallo del bianco · d1 donna del bianco · e1 re del bianco · h1 torre del bianco | a8 torre del nero · c8 alfiere del nero · e8 re del nero · h8 torre del nero · a7 pedone del nero · b7 pedone del nero · c7 pedone del nero · d7 pedone del nero · e7 cavallo del nero · f7 pedone del nero · g7 pedone del nero · h7 pedone del nero · c6 cavallo del nero · f6 donna del nero · c5 alfiere del nero · c4 alfiere del bianco · d4 cavallo del bianco · e4 pedone del bianco · c3 pedone del bianco · e3 alfiere del bianco · a2 pedone del bianco · b2 pedone del bianco · f2 pedone del bianco · g2 pedone del bianco · h2 pedone del bianco · a1 torre del bianco · b1 cavallo del bianco · d1 donna del bianco · e1 re del bianco · h1 torre del bianco | a8 torre del nero · c8 alfiere del nero · e8 re del nero · h8 torre del nero · a7 pedone del nero · b7 pedone del nero · c7 pedone del nero · d7 pedone del nero · e7 cavallo del nero · f7 pedone del nero · g7 pedone del nero · h7 pedone del nero · c6 cavallo del nero · f6 donna del nero · c5 alfiere del nero · c4 alfiere del bianco · d4 cavallo del bianco · e4 pedone del bianco · c3 pedone del bianco · e3 alfiere del bianco · a2 pedone del bianco · b2 pedone del bianco · f2 pedone del bianco · g2 pedone del bianco · h2 pedone del bianco · a1 torre del bianco · b1 cavallo del bianco · d1 donna del bianco · e1 re del bianco · h1 torre del bianco | a8 torre del nero · c8 alfiere del nero · e8 re del nero · h8 torre del nero · a7 pedone del nero · b7 pedone del nero · c7 pedone del nero · d7 pedone del nero · e7 cavallo del nero · f7 pedone del nero · g7 pedone del nero · h7 pedone del nero · c6 cavallo del nero · f6 donna del nero · c5 alfiere del nero · c4 alfiere del bianco · d4 cavallo del bianco · e4 pedone del bianco · c3 pedone del bianco · e3 alfiere del bianco · a2 pedone del bianco · b2 pedone del bianco · f2 pedone del bianco · g2 pedone del bianco · h2 pedone del bianco · a1 torre del bianco · b1 cavallo del bianco · d1 donna del bianco · e1 re del bianco · h1 torre del bianco | a8 torre del nero · c8 alfiere del nero · e8 re del nero · h8 torre del nero · a7 pedone del nero · b7 pedone del nero · c7 pedone del nero · d7 pedone del nero · e7 cavallo del nero · f7 pedone del nero · g7 pedone del nero · h7 pedone del nero · c6 cavallo del nero · f6 donna del nero · c5 alfiere del nero · c4 alfiere del bianco · d4 cavallo del bianco · e4 pedone del bianco · c3 pedone del bianco · e3 alfiere del bianco · a2 pedone del bianco · b2 pedone del bianco · f2 pedone del bianco · g2 pedone del bianco · h2 pedone del bianco · a1 torre del bianco · b1 cavallo del bianco · d1 donna del bianco · e1 re del bianco · h1 torre del bianco | a8 torre del nero · c8 alfiere del nero · e8 re del nero · h8 torre del nero · a7 pedone del nero · b7 pedone del nero · c7 pedone del nero · d7 pedone del nero · e7 cavallo del nero · f7 pedone del nero · g7 pedone del nero · h7 pedone del nero · c6 cavallo del nero · f6 donna del nero · c5 alfiere del nero · c4 alfiere del bianco · d4 cavallo del bianco · e4 pedone del bianco · c3 pedone del bianco · e3 alfiere del bianco · a2 pedone del bianco · b2 pedone del bianco · f2 pedone del bianco · g2 pedone del bianco · h2 pedone del bianco · a1 torre del bianco · b1 cavallo del bianco · d1 donna del bianco · e1 re del bianco · h1 torre del bianco | 6 |
| 5 | a8 torre del nero · c8 alfiere del nero · e8 re del nero · h8 torre del nero · a7 pedone del nero · b7 pedone del nero · c7 pedone del nero · d7 pedone del nero · e7 cavallo del nero · f7 pedone del nero · g7 pedone del nero · h7 pedone del nero · c6 cavallo del nero · f6 donna del nero · c5 alfiere del nero · c4 alfiere del bianco · d4 cavallo del bianco · e4 pedone del bianco · c3 pedone del bianco · e3 alfiere del bianco · a2 pedone del bianco · b2 pedone del bianco · f2 pedone del bianco · g2 pedone del bianco · h2 pedone del bianco · a1 torre del bianco · b1 cavallo del bianco · d1 donna del bianco · e1 re del bianco · h1 torre del bianco | a8 torre del nero · c8 alfiere del nero · e8 re del nero · h8 torre del nero · a7 pedone del nero · b7 pedone del nero · c7 pedone del nero · d7 pedone del nero · e7 cavallo del nero · f7 pedone del nero · g7 pedone del nero · h7 pedone del nero · c6 cavallo del nero · f6 donna del nero · c5 alfiere del nero · c4 alfiere del bianco · d4 cavallo del bianco · e4 pedone del bianco · c3 pedone del bianco · e3 alfiere del bianco · a2 pedone del bianco · b2 pedone del bianco · f2 pedone del bianco · g2 pedone del bianco · h2 pedone del bianco · a1 torre del bianco · b1 cavallo del bianco · d1 donna del bianco · e1 re del bianco · h1 torre del bianco | a8 torre del nero · c8 alfiere del nero · e8 re del nero · h8 torre del nero · a7 pedone del nero · b7 pedone del nero · c7 pedone del nero · d7 pedone del nero · e7 cavallo del nero · f7 pedone del nero · g7 pedone del nero · h7 pedone del nero · c6 cavallo del nero · f6 donna del nero · c5 alfiere del nero · c4 alfiere del bianco · d4 cavallo del bianco · e4 pedone del bianco · c3 pedone del bianco · e3 alfiere del bianco · a2 pedone del bianco · b2 pedone del bianco · f2 pedone del bianco · g2 pedone del bianco · h2 pedone del bianco · a1 torre del bianco · b1 cavallo del bianco · d1 donna del bianco · e1 re del bianco · h1 torre del bianco | a8 torre del nero · c8 alfiere del nero · e8 re del nero · h8 torre del nero · a7 pedone del nero · b7 pedone del nero · c7 pedone del nero · d7 pedone del nero · e7 cavallo del nero · f7 pedone del nero · g7 pedone del nero · h7 pedone del nero · c6 cavallo del nero · f6 donna del nero · c5 alfiere del nero · c4 alfiere del bianco · d4 cavallo del bianco · e4 pedone del bianco · c3 pedone del bianco · e3 alfiere del bianco · a2 pedone del bianco · b2 pedone del bianco · f2 pedone del bianco · g2 pedone del bianco · h2 pedone del bianco · a1 torre del bianco · b1 cavallo del bianco · d1 donna del bianco · e1 re del bianco · h1 torre del bianco | a8 torre del nero · c8 alfiere del nero · e8 re del nero · h8 torre del nero · a7 pedone del nero · b7 pedone del nero · c7 pedone del nero · d7 pedone del nero · e7 cavallo del nero · f7 pedone del nero · g7 pedone del nero · h7 pedone del nero · c6 cavallo del nero · f6 donna del nero · c5 alfiere del nero · c4 alfiere del bianco · d4 cavallo del bianco · e4 pedone del bianco · c3 pedone del bianco · e3 alfiere del bianco · a2 pedone del bianco · b2 pedone del bianco · f2 pedone del bianco · g2 pedone del bianco · h2 pedone del bianco · a1 torre del bianco · b1 cavallo del bianco · d1 donna del bianco · e1 re del bianco · h1 torre del bianco | a8 torre del nero · c8 alfiere del nero · e8 re del nero · h8 torre del nero · a7 pedone del nero · b7 pedone del nero · c7 pedone del nero · d7 pedone del nero · e7 cavallo del nero · f7 pedone del nero · g7 pedone del nero · h7 pedone del nero · c6 cavallo del nero · f6 donna del nero · c5 alfiere del nero · c4 alfiere del bianco · d4 cavallo del bianco · e4 pedone del bianco · c3 pedone del bianco · e3 alfiere del bianco · a2 pedone del bianco · b2 pedone del bianco · f2 pedone del bianco · g2 pedone del bianco · h2 pedone del bianco · a1 torre del bianco · b1 cavallo del bianco · d1 donna del bianco · e1 re del bianco · h1 torre del bianco | a8 torre del nero · c8 alfiere del nero · e8 re del nero · h8 torre del nero · a7 pedone del nero · b7 pedone del nero · c7 pedone del nero · d7 pedone del nero · e7 cavallo del nero · f7 pedone del nero · g7 pedone del nero · h7 pedone del nero · c6 cavallo del nero · f6 donna del nero · c5 alfiere del nero · c4 alfiere del bianco · d4 cavallo del bianco · e4 pedone del bianco · c3 pedone del bianco · e3 alfiere del bianco · a2 pedone del bianco · b2 pedone del bianco · f2 pedone del bianco · g2 pedone del bianco · h2 pedone del bianco · a1 torre del bianco · b1 cavallo del bianco · d1 donna del bianco · e1 re del bianco · h1 torre del bianco | a8 torre del nero · c8 alfiere del nero · e8 re del nero · h8 torre del nero · a7 pedone del nero · b7 pedone del nero · c7 pedone del nero · d7 pedone del nero · e7 cavallo del nero · f7 pedone del nero · g7 pedone del nero · h7 pedone del nero · c6 cavallo del nero · f6 donna del nero · c5 alfiere del nero · c4 alfiere del bianco · d4 cavallo del bianco · e4 pedone del bianco · c3 pedone del bianco · e3 alfiere del bianco · a2 pedone del bianco · b2 pedone del bianco · f2 pedone del bianco · g2 pedone del bianco · h2 pedone del bianco · a1 torre del bianco · b1 cavallo del bianco · d1 donna del bianco · e1 re del bianco · h1 torre del bianco | 5 |
| 4 | a8 torre del nero · c8 alfiere del nero · e8 re del nero · h8 torre del nero · a7 pedone del nero · b7 pedone del nero · c7 pedone del nero · d7 pedone del nero · e7 cavallo del nero · f7 pedone del nero · g7 pedone del nero · h7 pedone del nero · c6 cavallo del nero · f6 donna del nero · c5 alfiere del nero · c4 alfiere del bianco · d4 cavallo del bianco · e4 pedone del bianco · c3 pedone del bianco · e3 alfiere del bianco · a2 pedone del bianco · b2 pedone del bianco · f2 pedone del bianco · g2 pedone del bianco · h2 pedone del bianco · a1 torre del bianco · b1 cavallo del bianco · d1 donna del bianco · e1 re del bianco · h1 torre del bianco | a8 torre del nero · c8 alfiere del nero · e8 re del nero · h8 torre del nero · a7 pedone del nero · b7 pedone del nero · c7 pedone del nero · d7 pedone del nero · e7 cavallo del nero · f7 pedone del nero · g7 pedone del nero · h7 pedone del nero · c6 cavallo del nero · f6 donna del nero · c5 alfiere del nero · c4 alfiere del bianco · d4 cavallo del bianco · e4 pedone del bianco · c3 pedone del bianco · e3 alfiere del bianco · a2 pedone del bianco · b2 pedone del bianco · f2 pedone del bianco · g2 pedone del bianco · h2 pedone del bianco · a1 torre del bianco · b1 cavallo del bianco · d1 donna del bianco · e1 re del bianco · h1 torre del bianco | a8 torre del nero · c8 alfiere del nero · e8 re del nero · h8 torre del nero · a7 pedone del nero · b7 pedone del nero · c7 pedone del nero · d7 pedone del nero · e7 cavallo del nero · f7 pedone del nero · g7 pedone del nero · h7 pedone del nero · c6 cavallo del nero · f6 donna del nero · c5 alfiere del nero · c4 alfiere del bianco · d4 cavallo del bianco · e4 pedone del bianco · c3 pedone del bianco · e3 alfiere del bianco · a2 pedone del bianco · b2 pedone del bianco · f2 pedone del bianco · g2 pedone del bianco · h2 pedone del bianco · a1 torre del bianco · b1 cavallo del bianco · d1 donna del bianco · e1 re del bianco · h1 torre del bianco | a8 torre del nero · c8 alfiere del nero · e8 re del nero · h8 torre del nero · a7 pedone del nero · b7 pedone del nero · c7 pedone del nero · d7 pedone del nero · e7 cavallo del nero · f7 pedone del nero · g7 pedone del nero · h7 pedone del nero · c6 cavallo del nero · f6 donna del nero · c5 alfiere del nero · c4 alfiere del bianco · d4 cavallo del bianco · e4 pedone del bianco · c3 pedone del bianco · e3 alfiere del bianco · a2 pedone del bianco · b2 pedone del bianco · f2 pedone del bianco · g2 pedone del bianco · h2 pedone del bianco · a1 torre del bianco · b1 cavallo del bianco · d1 donna del bianco · e1 re del bianco · h1 torre del bianco | a8 torre del nero · c8 alfiere del nero · e8 re del nero · h8 torre del nero · a7 pedone del nero · b7 pedone del nero · c7 pedone del nero · d7 pedone del nero · e7 cavallo del nero · f7 pedone del nero · g7 pedone del nero · h7 pedone del nero · c6 cavallo del nero · f6 donna del nero · c5 alfiere del nero · c4 alfiere del bianco · d4 cavallo del bianco · e4 pedone del bianco · c3 pedone del bianco · e3 alfiere del bianco · a2 pedone del bianco · b2 pedone del bianco · f2 pedone del bianco · g2 pedone del bianco · h2 pedone del bianco · a1 torre del bianco · b1 cavallo del bianco · d1 donna del bianco · e1 re del bianco · h1 torre del bianco | a8 torre del nero · c8 alfiere del nero · e8 re del nero · h8 torre del nero · a7 pedone del nero · b7 pedone del nero · c7 pedone del nero · d7 pedone del nero · e7 cavallo del nero · f7 pedone del nero · g7 pedone del nero · h7 pedone del nero · c6 cavallo del nero · f6 donna del nero · c5 alfiere del nero · c4 alfiere del bianco · d4 cavallo del bianco · e4 pedone del bianco · c3 pedone del bianco · e3 alfiere del bianco · a2 pedone del bianco · b2 pedone del bianco · f2 pedone del bianco · g2 pedone del bianco · h2 pedone del bianco · a1 torre del bianco · b1 cavallo del bianco · d1 donna del bianco · e1 re del bianco · h1 torre del bianco | a8 torre del nero · c8 alfiere del nero · e8 re del nero · h8 torre del nero · a7 pedone del nero · b7 pedone del nero · c7 pedone del nero · d7 pedone del nero · e7 cavallo del nero · f7 pedone del nero · g7 pedone del nero · h7 pedone del nero · c6 cavallo del nero · f6 donna del nero · c5 alfiere del nero · c4 alfiere del bianco · d4 cavallo del bianco · e4 pedone del bianco · c3 pedone del bianco · e3 alfiere del bianco · a2 pedone del bianco · b2 pedone del bianco · f2 pedone del bianco · g2 pedone del bianco · h2 pedone del bianco · a1 torre del bianco · b1 cavallo del bianco · d1 donna del bianco · e1 re del bianco · h1 torre del bianco | a8 torre del nero · c8 alfiere del nero · e8 re del nero · h8 torre del nero · a7 pedone del nero · b7 pedone del nero · c7 pedone del nero · d7 pedone del nero · e7 cavallo del nero · f7 pedone del nero · g7 pedone del nero · h7 pedone del nero · c6 cavallo del nero · f6 donna del nero · c5 alfiere del nero · c4 alfiere del bianco · d4 cavallo del bianco · e4 pedone del bianco · c3 pedone del bianco · e3 alfiere del bianco · a2 pedone del bianco · b2 pedone del bianco · f2 pedone del bianco · g2 pedone del bianco · h2 pedone del bianco · a1 torre del bianco · b1 cavallo del bianco · d1 donna del bianco · e1 re del bianco · h1 torre del bianco | 4 |
| 3 | a8 torre del nero · c8 alfiere del nero · e8 re del nero · h8 torre del nero · a7 pedone del nero · b7 pedone del nero · c7 pedone del nero · d7 pedone del nero · e7 cavallo del nero · f7 pedone del nero · g7 pedone del nero · h7 pedone del nero · c6 cavallo del nero · f6 donna del nero · c5 alfiere del nero · c4 alfiere del bianco · d4 cavallo del bianco · e4 pedone del bianco · c3 pedone del bianco · e3 alfiere del bianco · a2 pedone del bianco · b2 pedone del bianco · f2 pedone del bianco · g2 pedone del bianco · h2 pedone del bianco · a1 torre del bianco · b1 cavallo del bianco · d1 donna del bianco · e1 re del bianco · h1 torre del bianco | a8 torre del nero · c8 alfiere del nero · e8 re del nero · h8 torre del nero · a7 pedone del nero · b7 pedone del nero · c7 pedone del nero · d7 pedone del nero · e7 cavallo del nero · f7 pedone del nero · g7 pedone del nero · h7 pedone del nero · c6 cavallo del nero · f6 donna del nero · c5 alfiere del nero · c4 alfiere del bianco · d4 cavallo del bianco · e4 pedone del bianco · c3 pedone del bianco · e3 alfiere del bianco · a2 pedone del bianco · b2 pedone del bianco · f2 pedone del bianco · g2 pedone del bianco · h2 pedone del bianco · a1 torre del bianco · b1 cavallo del bianco · d1 donna del bianco · e1 re del bianco · h1 torre del bianco | a8 torre del nero · c8 alfiere del nero · e8 re del nero · h8 torre del nero · a7 pedone del nero · b7 pedone del nero · c7 pedone del nero · d7 pedone del nero · e7 cavallo del nero · f7 pedone del nero · g7 pedone del nero · h7 pedone del nero · c6 cavallo del nero · f6 donna del nero · c5 alfiere del nero · c4 alfiere del bianco · d4 cavallo del bianco · e4 pedone del bianco · c3 pedone del bianco · e3 alfiere del bianco · a2 pedone del bianco · b2 pedone del bianco · f2 pedone del bianco · g2 pedone del bianco · h2 pedone del bianco · a1 torre del bianco · b1 cavallo del bianco · d1 donna del bianco · e1 re del bianco · h1 torre del bianco | a8 torre del nero · c8 alfiere del nero · e8 re del nero · h8 torre del nero · a7 pedone del nero · b7 pedone del nero · c7 pedone del nero · d7 pedone del nero · e7 cavallo del nero · f7 pedone del nero · g7 pedone del nero · h7 pedone del nero · c6 cavallo del nero · f6 donna del nero · c5 alfiere del nero · c4 alfiere del bianco · d4 cavallo del bianco · e4 pedone del bianco · c3 pedone del bianco · e3 alfiere del bianco · a2 pedone del bianco · b2 pedone del bianco · f2 pedone del bianco · g2 pedone del bianco · h2 pedone del bianco · a1 torre del bianco · b1 cavallo del bianco · d1 donna del bianco · e1 re del bianco · h1 torre del bianco | a8 torre del nero · c8 alfiere del nero · e8 re del nero · h8 torre del nero · a7 pedone del nero · b7 pedone del nero · c7 pedone del nero · d7 pedone del nero · e7 cavallo del nero · f7 pedone del nero · g7 pedone del nero · h7 pedone del nero · c6 cavallo del nero · f6 donna del nero · c5 alfiere del nero · c4 alfiere del bianco · d4 cavallo del bianco · e4 pedone del bianco · c3 pedone del bianco · e3 alfiere del bianco · a2 pedone del bianco · b2 pedone del bianco · f2 pedone del bianco · g2 pedone del bianco · h2 pedone del bianco · a1 torre del bianco · b1 cavallo del bianco · d1 donna del bianco · e1 re del bianco · h1 torre del bianco | a8 torre del nero · c8 alfiere del nero · e8 re del nero · h8 torre del nero · a7 pedone del nero · b7 pedone del nero · c7 pedone del nero · d7 pedone del nero · e7 cavallo del nero · f7 pedone del nero · g7 pedone del nero · h7 pedone del nero · c6 cavallo del nero · f6 donna del nero · c5 alfiere del nero · c4 alfiere del bianco · d4 cavallo del bianco · e4 pedone del bianco · c3 pedone del bianco · e3 alfiere del bianco · a2 pedone del bianco · b2 pedone del bianco · f2 pedone del bianco · g2 pedone del bianco · h2 pedone del bianco · a1 torre del bianco · b1 cavallo del bianco · d1 donna del bianco · e1 re del bianco · h1 torre del bianco | a8 torre del nero · c8 alfiere del nero · e8 re del nero · h8 torre del nero · a7 pedone del nero · b7 pedone del nero · c7 pedone del nero · d7 pedone del nero · e7 cavallo del nero · f7 pedone del nero · g7 pedone del nero · h7 pedone del nero · c6 cavallo del nero · f6 donna del nero · c5 alfiere del nero · c4 alfiere del bianco · d4 cavallo del bianco · e4 pedone del bianco · c3 pedone del bianco · e3 alfiere del bianco · a2 pedone del bianco · b2 pedone del bianco · f2 pedone del bianco · g2 pedone del bianco · h2 pedone del bianco · a1 torre del bianco · b1 cavallo del bianco · d1 donna del bianco · e1 re del bianco · h1 torre del bianco | a8 torre del nero · c8 alfiere del nero · e8 re del nero · h8 torre del nero · a7 pedone del nero · b7 pedone del nero · c7 pedone del nero · d7 pedone del nero · e7 cavallo del nero · f7 pedone del nero · g7 pedone del nero · h7 pedone del nero · c6 cavallo del nero · f6 donna del nero · c5 alfiere del nero · c4 alfiere del bianco · d4 cavallo del bianco · e4 pedone del bianco · c3 pedone del bianco · e3 alfiere del bianco · a2 pedone del bianco · b2 pedone del bianco · f2 pedone del bianco · g2 pedone del bianco · h2 pedone del bianco · a1 torre del bianco · b1 cavallo del bianco · d1 donna del bianco · e1 re del bianco · h1 torre del bianco | 3 |
| 2 | a8 torre del nero · c8 alfiere del nero · e8 re del nero · h8 torre del nero · a7 pedone del nero · b7 pedone del nero · c7 pedone del nero · d7 pedone del nero · e7 cavallo del nero · f7 pedone del nero · g7 pedone del nero · h7 pedone del nero · c6 cavallo del nero · f6 donna del nero · c5 alfiere del nero · c4 alfiere del bianco · d4 cavallo del bianco · e4 pedone del bianco · c3 pedone del bianco · e3 alfiere del bianco · a2 pedone del bianco · b2 pedone del bianco · f2 pedone del bianco · g2 pedone del bianco · h2 pedone del bianco · a1 torre del bianco · b1 cavallo del bianco · d1 donna del bianco · e1 re del bianco · h1 torre del bianco | a8 torre del nero · c8 alfiere del nero · e8 re del nero · h8 torre del nero · a7 pedone del nero · b7 pedone del nero · c7 pedone del nero · d7 pedone del nero · e7 cavallo del nero · f7 pedone del nero · g7 pedone del nero · h7 pedone del nero · c6 cavallo del nero · f6 donna del nero · c5 alfiere del nero · c4 alfiere del bianco · d4 cavallo del bianco · e4 pedone del bianco · c3 pedone del bianco · e3 alfiere del bianco · a2 pedone del bianco · b2 pedone del bianco · f2 pedone del bianco · g2 pedone del bianco · h2 pedone del bianco · a1 torre del bianco · b1 cavallo del bianco · d1 donna del bianco · e1 re del bianco · h1 torre del bianco | a8 torre del nero · c8 alfiere del nero · e8 re del nero · h8 torre del nero · a7 pedone del nero · b7 pedone del nero · c7 pedone del nero · d7 pedone del nero · e7 cavallo del nero · f7 pedone del nero · g7 pedone del nero · h7 pedone del nero · c6 cavallo del nero · f6 donna del nero · c5 alfiere del nero · c4 alfiere del bianco · d4 cavallo del bianco · e4 pedone del bianco · c3 pedone del bianco · e3 alfiere del bianco · a2 pedone del bianco · b2 pedone del bianco · f2 pedone del bianco · g2 pedone del bianco · h2 pedone del bianco · a1 torre del bianco · b1 cavallo del bianco · d1 donna del bianco · e1 re del bianco · h1 torre del bianco | a8 torre del nero · c8 alfiere del nero · e8 re del nero · h8 torre del nero · a7 pedone del nero · b7 pedone del nero · c7 pedone del nero · d7 pedone del nero · e7 cavallo del nero · f7 pedone del nero · g7 pedone del nero · h7 pedone del nero · c6 cavallo del nero · f6 donna del nero · c5 alfiere del nero · c4 alfiere del bianco · d4 cavallo del bianco · e4 pedone del bianco · c3 pedone del bianco · e3 alfiere del bianco · a2 pedone del bianco · b2 pedone del bianco · f2 pedone del bianco · g2 pedone del bianco · h2 pedone del bianco · a1 torre del bianco · b1 cavallo del bianco · d1 donna del bianco · e1 re del bianco · h1 torre del bianco | a8 torre del nero · c8 alfiere del nero · e8 re del nero · h8 torre del nero · a7 pedone del nero · b7 pedone del nero · c7 pedone del nero · d7 pedone del nero · e7 cavallo del nero · f7 pedone del nero · g7 pedone del nero · h7 pedone del nero · c6 cavallo del nero · f6 donna del nero · c5 alfiere del nero · c4 alfiere del bianco · d4 cavallo del bianco · e4 pedone del bianco · c3 pedone del bianco · e3 alfiere del bianco · a2 pedone del bianco · b2 pedone del bianco · f2 pedone del bianco · g2 pedone del bianco · h2 pedone del bianco · a1 torre del bianco · b1 cavallo del bianco · d1 donna del bianco · e1 re del bianco · h1 torre del bianco | a8 torre del nero · c8 alfiere del nero · e8 re del nero · h8 torre del nero · a7 pedone del nero · b7 pedone del nero · c7 pedone del nero · d7 pedone del nero · e7 cavallo del nero · f7 pedone del nero · g7 pedone del nero · h7 pedone del nero · c6 cavallo del nero · f6 donna del nero · c5 alfiere del nero · c4 alfiere del bianco · d4 cavallo del bianco · e4 pedone del bianco · c3 pedone del bianco · e3 alfiere del bianco · a2 pedone del bianco · b2 pedone del bianco · f2 pedone del bianco · g2 pedone del bianco · h2 pedone del bianco · a1 torre del bianco · b1 cavallo del bianco · d1 donna del bianco · e1 re del bianco · h1 torre del bianco | a8 torre del nero · c8 alfiere del nero · e8 re del nero · h8 torre del nero · a7 pedone del nero · b7 pedone del nero · c7 pedone del nero · d7 pedone del nero · e7 cavallo del nero · f7 pedone del nero · g7 pedone del nero · h7 pedone del nero · c6 cavallo del nero · f6 donna del nero · c5 alfiere del nero · c4 alfiere del bianco · d4 cavallo del bianco · e4 pedone del bianco · c3 pedone del bianco · e3 alfiere del bianco · a2 pedone del bianco · b2 pedone del bianco · f2 pedone del bianco · g2 pedone del bianco · h2 pedone del bianco · a1 torre del bianco · b1 cavallo del bianco · d1 donna del bianco · e1 re del bianco · h1 torre del bianco | a8 torre del nero · c8 alfiere del nero · e8 re del nero · h8 torre del nero · a7 pedone del nero · b7 pedone del nero · c7 pedone del nero · d7 pedone del nero · e7 cavallo del nero · f7 pedone del nero · g7 pedone del nero · h7 pedone del nero · c6 cavallo del nero · f6 donna del nero · c5 alfiere del nero · c4 alfiere del bianco · d4 cavallo del bianco · e4 pedone del bianco · c3 pedone del bianco · e3 alfiere del bianco · a2 pedone del bianco · b2 pedone del bianco · f2 pedone del bianco · g2 pedone del bianco · h2 pedone del bianco · a1 torre del bianco · b1 cavallo del bianco · d1 donna del bianco · e1 re del bianco · h1 torre del bianco | 2 |
| 1 | a8 torre del nero · c8 alfiere del nero · e8 re del nero · h8 torre del nero · a7 pedone del nero · b7 pedone del nero · c7 pedone del nero · d7 pedone del nero · e7 cavallo del nero · f7 pedone del nero · g7 pedone del nero · h7 pedone del nero · c6 cavallo del nero · f6 donna del nero · c5 alfiere del nero · c4 alfiere del bianco · d4 cavallo del bianco · e4 pedone del bianco · c3 pedone del bianco · e3 alfiere del bianco · a2 pedone del bianco · b2 pedone del bianco · f2 pedone del bianco · g2 pedone del bianco · h2 pedone del bianco · a1 torre del bianco · b1 cavallo del bianco · d1 donna del bianco · e1 re del bianco · h1 torre del bianco | a8 torre del nero · c8 alfiere del nero · e8 re del nero · h8 torre del nero · a7 pedone del nero · b7 pedone del nero · c7 pedone del nero · d7 pedone del nero · e7 cavallo del nero · f7 pedone del nero · g7 pedone del nero · h7 pedone del nero · c6 cavallo del nero · f6 donna del nero · c5 alfiere del nero · c4 alfiere del bianco · d4 cavallo del bianco · e4 pedone del bianco · c3 pedone del bianco · e3 alfiere del bianco · a2 pedone del bianco · b2 pedone del bianco · f2 pedone del bianco · g2 pedone del bianco · h2 pedone del bianco · a1 torre del bianco · b1 cavallo del bianco · d1 donna del bianco · e1 re del bianco · h1 torre del bianco | a8 torre del nero · c8 alfiere del nero · e8 re del nero · h8 torre del nero · a7 pedone del nero · b7 pedone del nero · c7 pedone del nero · d7 pedone del nero · e7 cavallo del nero · f7 pedone del nero · g7 pedone del nero · h7 pedone del nero · c6 cavallo del nero · f6 donna del nero · c5 alfiere del nero · c4 alfiere del bianco · d4 cavallo del bianco · e4 pedone del bianco · c3 pedone del bianco · e3 alfiere del bianco · a2 pedone del bianco · b2 pedone del bianco · f2 pedone del bianco · g2 pedone del bianco · h2 pedone del bianco · a1 torre del bianco · b1 cavallo del bianco · d1 donna del bianco · e1 re del bianco · h1 torre del bianco | a8 torre del nero · c8 alfiere del nero · e8 re del nero · h8 torre del nero · a7 pedone del nero · b7 pedone del nero · c7 pedone del nero · d7 pedone del nero · e7 cavallo del nero · f7 pedone del nero · g7 pedone del nero · h7 pedone del nero · c6 cavallo del nero · f6 donna del nero · c5 alfiere del nero · c4 alfiere del bianco · d4 cavallo del bianco · e4 pedone del bianco · c3 pedone del bianco · e3 alfiere del bianco · a2 pedone del bianco · b2 pedone del bianco · f2 pedone del bianco · g2 pedone del bianco · h2 pedone del bianco · a1 torre del bianco · b1 cavallo del bianco · d1 donna del bianco · e1 re del bianco · h1 torre del bianco | a8 torre del nero · c8 alfiere del nero · e8 re del nero · h8 torre del nero · a7 pedone del nero · b7 pedone del nero · c7 pedone del nero · d7 pedone del nero · e7 cavallo del nero · f7 pedone del nero · g7 pedone del nero · h7 pedone del nero · c6 cavallo del nero · f6 donna del nero · c5 alfiere del nero · c4 alfiere del bianco · d4 cavallo del bianco · e4 pedone del bianco · c3 pedone del bianco · e3 alfiere del bianco · a2 pedone del bianco · b2 pedone del bianco · f2 pedone del bianco · g2 pedone del bianco · h2 pedone del bianco · a1 torre del bianco · b1 cavallo del bianco · d1 donna del bianco · e1 re del bianco · h1 torre del bianco | a8 torre del nero · c8 alfiere del nero · e8 re del nero · h8 torre del nero · a7 pedone del nero · b7 pedone del nero · c7 pedone del nero · d7 pedone del nero · e7 cavallo del nero · f7 pedone del nero · g7 pedone del nero · h7 pedone del nero · c6 cavallo del nero · f6 donna del nero · c5 alfiere del nero · c4 alfiere del bianco · d4 cavallo del bianco · e4 pedone del bianco · c3 pedone del bianco · e3 alfiere del bianco · a2 pedone del bianco · b2 pedone del bianco · f2 pedone del bianco · g2 pedone del bianco · h2 pedone del bianco · a1 torre del bianco · b1 cavallo del bianco · d1 donna del bianco · e1 re del bianco · h1 torre del bianco | a8 torre del nero · c8 alfiere del nero · e8 re del nero · h8 torre del nero · a7 pedone del nero · b7 pedone del nero · c7 pedone del nero · d7 pedone del nero · e7 cavallo del nero · f7 pedone del nero · g7 pedone del nero · h7 pedone del nero · c6 cavallo del nero · f6 donna del nero · c5 alfiere del nero · c4 alfiere del bianco · d4 cavallo del bianco · e4 pedone del bianco · c3 pedone del bianco · e3 alfiere del bianco · a2 pedone del bianco · b2 pedone del bianco · f2 pedone del bianco · g2 pedone del bianco · h2 pedone del bianco · a1 torre del bianco · b1 cavallo del bianco · d1 donna del bianco · e1 re del bianco · h1 torre del bianco | a8 torre del nero · c8 alfiere del nero · e8 re del nero · h8 torre del nero · a7 pedone del nero · b7 pedone del nero · c7 pedone del nero · d7 pedone del nero · e7 cavallo del nero · f7 pedone del nero · g7 pedone del nero · h7 pedone del nero · c6 cavallo del nero · f6 donna del nero · c5 alfiere del nero · c4 alfiere del bianco · d4 cavallo del bianco · e4 pedone del bianco · c3 pedone del bianco · e3 alfiere del bianco · a2 pedone del bianco · b2 pedone del bianco · f2 pedone del bianco · g2 pedone del bianco · h2 pedone del bianco · a1 torre del bianco · b1 cavallo del bianco · d1 donna del bianco · e1 re del bianco · h1 torre del bianco | 1 |
|   | a | b | c | d | e | f | g | h |   |

|   | a | b | c | d | e | f | g | h |   |
| 8 | a8 torre del nero · c8 alfiere del nero · e8 re del nero · f8 alfiere del nero · h8 torre del nero · a7 pedone del nero · c7 pedone del nero · d7 pedone del nero · e7 donna del nero · f7 pedone del nero · g7 pedone del nero · h7 pedone del nero · c6 pedone del nero · d5 cavallo del nero · e5 pedone del bianco · c4 pedone del bianco · a2 pedone del bianco · b2 pedone del bianco · e2 donna del bianco · f2 pedone del bianco · g2 pedone del bianco · h2 pedone del bianco · a1 torre del bianco · b1 cavallo del bianco · c1 alfiere del bianco · e1 re del bianco · f1 alfiere del bianco · h1 torre del bianco | a8 torre del nero · c8 alfiere del nero · e8 re del nero · f8 alfiere del nero · h8 torre del nero · a7 pedone del nero · c7 pedone del nero · d7 pedone del nero · e7 donna del nero · f7 pedone del nero · g7 pedone del nero · h7 pedone del nero · c6 pedone del nero · d5 cavallo del nero · e5 pedone del bianco · c4 pedone del bianco · a2 pedone del bianco · b2 pedone del bianco · e2 donna del bianco · f2 pedone del bianco · g2 pedone del bianco · h2 pedone del bianco · a1 torre del bianco · b1 cavallo del bianco · c1 alfiere del bianco · e1 re del bianco · f1 alfiere del bianco · h1 torre del bianco | a8 torre del nero · c8 alfiere del nero · e8 re del nero · f8 alfiere del nero · h8 torre del nero · a7 pedone del nero · c7 pedone del nero · d7 pedone del nero · e7 donna del nero · f7 pedone del nero · g7 pedone del nero · h7 pedone del nero · c6 pedone del nero · d5 cavallo del nero · e5 pedone del bianco · c4 pedone del bianco · a2 pedone del bianco · b2 pedone del bianco · e2 donna del bianco · f2 pedone del bianco · g2 pedone del bianco · h2 pedone del bianco · a1 torre del bianco · b1 cavallo del bianco · c1 alfiere del bianco · e1 re del bianco · f1 alfiere del bianco · h1 torre del bianco | a8 torre del nero · c8 alfiere del nero · e8 re del nero · f8 alfiere del nero · h8 torre del nero · a7 pedone del nero · c7 pedone del nero · d7 pedone del nero · e7 donna del nero · f7 pedone del nero · g7 pedone del nero · h7 pedone del nero · c6 pedone del nero · d5 cavallo del nero · e5 pedone del bianco · c4 pedone del bianco · a2 pedone del bianco · b2 pedone del bianco · e2 donna del bianco · f2 pedone del bianco · g2 pedone del bianco · h2 pedone del bianco · a1 torre del bianco · b1 cavallo del bianco · c1 alfiere del bianco · e1 re del bianco · f1 alfiere del bianco · h1 torre del bianco | a8 torre del nero · c8 alfiere del nero · e8 re del nero · f8 alfiere del nero · h8 torre del nero · a7 pedone del nero · c7 pedone del nero · d7 pedone del nero · e7 donna del nero · f7 pedone del nero · g7 pedone del nero · h7 pedone del nero · c6 pedone del nero · d5 cavallo del nero · e5 pedone del bianco · c4 pedone del bianco · a2 pedone del bianco · b2 pedone del bianco · e2 donna del bianco · f2 pedone del bianco · g2 pedone del bianco · h2 pedone del bianco · a1 torre del bianco · b1 cavallo del bianco · c1 alfiere del bianco · e1 re del bianco · f1 alfiere del bianco · h1 torre del bianco | a8 torre del nero · c8 alfiere del nero · e8 re del nero · f8 alfiere del nero · h8 torre del nero · a7 pedone del nero · c7 pedone del nero · d7 pedone del nero · e7 donna del nero · f7 pedone del nero · g7 pedone del nero · h7 pedone del nero · c6 pedone del nero · d5 cavallo del nero · e5 pedone del bianco · c4 pedone del bianco · a2 pedone del bianco · b2 pedone del bianco · e2 donna del bianco · f2 pedone del bianco · g2 pedone del bianco · h2 pedone del bianco · a1 torre del bianco · b1 cavallo del bianco · c1 alfiere del bianco · e1 re del bianco · f1 alfiere del bianco · h1 torre del bianco | a8 torre del nero · c8 alfiere del nero · e8 re del nero · f8 alfiere del nero · h8 torre del nero · a7 pedone del nero · c7 pedone del nero · d7 pedone del nero · e7 donna del nero · f7 pedone del nero · g7 pedone del nero · h7 pedone del nero · c6 pedone del nero · d5 cavallo del nero · e5 pedone del bianco · c4 pedone del bianco · a2 pedone del bianco · b2 pedone del bianco · e2 donna del bianco · f2 pedone del bianco · g2 pedone del bianco · h2 pedone del bianco · a1 torre del bianco · b1 cavallo del bianco · c1 alfiere del bianco · e1 re del bianco · f1 alfiere del bianco · h1 torre del bianco | a8 torre del nero · c8 alfiere del nero · e8 re del nero · f8 alfiere del nero · h8 torre del nero · a7 pedone del nero · c7 pedone del nero · d7 pedone del nero · e7 donna del nero · f7 pedone del nero · g7 pedone del nero · h7 pedone del nero · c6 pedone del nero · d5 cavallo del nero · e5 pedone del bianco · c4 pedone del bianco · a2 pedone del bianco · b2 pedone del bianco · e2 donna del bianco · f2 pedone del bianco · g2 pedone del bianco · h2 pedone del bianco · a1 torre del bianco · b1 cavallo del bianco · c1 alfiere del bianco · e1 re del bianco · f1 alfiere del bianco · h1 torre del bianco | 8 |
| 7 | a8 torre del nero · c8 alfiere del nero · e8 re del nero · f8 alfiere del nero · h8 torre del nero · a7 pedone del nero · c7 pedone del nero · d7 pedone del nero · e7 donna del nero · f7 pedone del nero · g7 pedone del nero · h7 pedone del nero · c6 pedone del nero · d5 cavallo del nero · e5 pedone del bianco · c4 pedone del bianco · a2 pedone del bianco · b2 pedone del bianco · e2 donna del bianco · f2 pedone del bianco · g2 pedone del bianco · h2 pedone del bianco · a1 torre del bianco · b1 cavallo del bianco · c1 alfiere del bianco · e1 re del bianco · f1 alfiere del bianco · h1 torre del bianco | a8 torre del nero · c8 alfiere del nero · e8 re del nero · f8 alfiere del nero · h8 torre del nero · a7 pedone del nero · c7 pedone del nero · d7 pedone del nero · e7 donna del nero · f7 pedone del nero · g7 pedone del nero · h7 pedone del nero · c6 pedone del nero · d5 cavallo del nero · e5 pedone del bianco · c4 pedone del bianco · a2 pedone del bianco · b2 pedone del bianco · e2 donna del bianco · f2 pedone del bianco · g2 pedone del bianco · h2 pedone del bianco · a1 torre del bianco · b1 cavallo del bianco · c1 alfiere del bianco · e1 re del bianco · f1 alfiere del bianco · h1 torre del bianco | a8 torre del nero · c8 alfiere del nero · e8 re del nero · f8 alfiere del nero · h8 torre del nero · a7 pedone del nero · c7 pedone del nero · d7 pedone del nero · e7 donna del nero · f7 pedone del nero · g7 pedone del nero · h7 pedone del nero · c6 pedone del nero · d5 cavallo del nero · e5 pedone del bianco · c4 pedone del bianco · a2 pedone del bianco · b2 pedone del bianco · e2 donna del bianco · f2 pedone del bianco · g2 pedone del bianco · h2 pedone del bianco · a1 torre del bianco · b1 cavallo del bianco · c1 alfiere del bianco · e1 re del bianco · f1 alfiere del bianco · h1 torre del bianco | a8 torre del nero · c8 alfiere del nero · e8 re del nero · f8 alfiere del nero · h8 torre del nero · a7 pedone del nero · c7 pedone del nero · d7 pedone del nero · e7 donna del nero · f7 pedone del nero · g7 pedone del nero · h7 pedone del nero · c6 pedone del nero · d5 cavallo del nero · e5 pedone del bianco · c4 pedone del bianco · a2 pedone del bianco · b2 pedone del bianco · e2 donna del bianco · f2 pedone del bianco · g2 pedone del bianco · h2 pedone del bianco · a1 torre del bianco · b1 cavallo del bianco · c1 alfiere del bianco · e1 re del bianco · f1 alfiere del bianco · h1 torre del bianco | a8 torre del nero · c8 alfiere del nero · e8 re del nero · f8 alfiere del nero · h8 torre del nero · a7 pedone del nero · c7 pedone del nero · d7 pedone del nero · e7 donna del nero · f7 pedone del nero · g7 pedone del nero · h7 pedone del nero · c6 pedone del nero · d5 cavallo del nero · e5 pedone del bianco · c4 pedone del bianco · a2 pedone del bianco · b2 pedone del bianco · e2 donna del bianco · f2 pedone del bianco · g2 pedone del bianco · h2 pedone del bianco · a1 torre del bianco · b1 cavallo del bianco · c1 alfiere del bianco · e1 re del bianco · f1 alfiere del bianco · h1 torre del bianco | a8 torre del nero · c8 alfiere del nero · e8 re del nero · f8 alfiere del nero · h8 torre del nero · a7 pedone del nero · c7 pedone del nero · d7 pedone del nero · e7 donna del nero · f7 pedone del nero · g7 pedone del nero · h7 pedone del nero · c6 pedone del nero · d5 cavallo del nero · e5 pedone del bianco · c4 pedone del bianco · a2 pedone del bianco · b2 pedone del bianco · e2 donna del bianco · f2 pedone del bianco · g2 pedone del bianco · h2 pedone del bianco · a1 torre del bianco · b1 cavallo del bianco · c1 alfiere del bianco · e1 re del bianco · f1 alfiere del bianco · h1 torre del bianco | a8 torre del nero · c8 alfiere del nero · e8 re del nero · f8 alfiere del nero · h8 torre del nero · a7 pedone del nero · c7 pedone del nero · d7 pedone del nero · e7 donna del nero · f7 pedone del nero · g7 pedone del nero · h7 pedone del nero · c6 pedone del nero · d5 cavallo del nero · e5 pedone del bianco · c4 pedone del bianco · a2 pedone del bianco · b2 pedone del bianco · e2 donna del bianco · f2 pedone del bianco · g2 pedone del bianco · h2 pedone del bianco · a1 torre del bianco · b1 cavallo del bianco · c1 alfiere del bianco · e1 re del bianco · f1 alfiere del bianco · h1 torre del bianco | a8 torre del nero · c8 alfiere del nero · e8 re del nero · f8 alfiere del nero · h8 torre del nero · a7 pedone del nero · c7 pedone del nero · d7 pedone del nero · e7 donna del nero · f7 pedone del nero · g7 pedone del nero · h7 pedone del nero · c6 pedone del nero · d5 cavallo del nero · e5 pedone del bianco · c4 pedone del bianco · a2 pedone del bianco · b2 pedone del bianco · e2 donna del bianco · f2 pedone del bianco · g2 pedone del bianco · h2 pedone del bianco · a1 torre del bianco · b1 cavallo del bianco · c1 alfiere del bianco · e1 re del bianco · f1 alfiere del bianco · h1 torre del bianco | 7 |
| 6 | a8 torre del nero · c8 alfiere del nero · e8 re del nero · f8 alfiere del nero · h8 torre del nero · a7 pedone del nero · c7 pedone del nero · d7 pedone del nero · e7 donna del nero · f7 pedone del nero · g7 pedone del nero · h7 pedone del nero · c6 pedone del nero · d5 cavallo del nero · e5 pedone del bianco · c4 pedone del bianco · a2 pedone del bianco · b2 pedone del bianco · e2 donna del bianco · f2 pedone del bianco · g2 pedone del bianco · h2 pedone del bianco · a1 torre del bianco · b1 cavallo del bianco · c1 alfiere del bianco · e1 re del bianco · f1 alfiere del bianco · h1 torre del bianco | a8 torre del nero · c8 alfiere del nero · e8 re del nero · f8 alfiere del nero · h8 torre del nero · a7 pedone del nero · c7 pedone del nero · d7 pedone del nero · e7 donna del nero · f7 pedone del nero · g7 pedone del nero · h7 pedone del nero · c6 pedone del nero · d5 cavallo del nero · e5 pedone del bianco · c4 pedone del bianco · a2 pedone del bianco · b2 pedone del bianco · e2 donna del bianco · f2 pedone del bianco · g2 pedone del bianco · h2 pedone del bianco · a1 torre del bianco · b1 cavallo del bianco · c1 alfiere del bianco · e1 re del bianco · f1 alfiere del bianco · h1 torre del bianco | a8 torre del nero · c8 alfiere del nero · e8 re del nero · f8 alfiere del nero · h8 torre del nero · a7 pedone del nero · c7 pedone del nero · d7 pedone del nero · e7 donna del nero · f7 pedone del nero · g7 pedone del nero · h7 pedone del nero · c6 pedone del nero · d5 cavallo del nero · e5 pedone del bianco · c4 pedone del bianco · a2 pedone del bianco · b2 pedone del bianco · e2 donna del bianco · f2 pedone del bianco · g2 pedone del bianco · h2 pedone del bianco · a1 torre del bianco · b1 cavallo del bianco · c1 alfiere del bianco · e1 re del bianco · f1 alfiere del bianco · h1 torre del bianco | a8 torre del nero · c8 alfiere del nero · e8 re del nero · f8 alfiere del nero · h8 torre del nero · a7 pedone del nero · c7 pedone del nero · d7 pedone del nero · e7 donna del nero · f7 pedone del nero · g7 pedone del nero · h7 pedone del nero · c6 pedone del nero · d5 cavallo del nero · e5 pedone del bianco · c4 pedone del bianco · a2 pedone del bianco · b2 pedone del bianco · e2 donna del bianco · f2 pedone del bianco · g2 pedone del bianco · h2 pedone del bianco · a1 torre del bianco · b1 cavallo del bianco · c1 alfiere del bianco · e1 re del bianco · f1 alfiere del bianco · h1 torre del bianco | a8 torre del nero · c8 alfiere del nero · e8 re del nero · f8 alfiere del nero · h8 torre del nero · a7 pedone del nero · c7 pedone del nero · d7 pedone del nero · e7 donna del nero · f7 pedone del nero · g7 pedone del nero · h7 pedone del nero · c6 pedone del nero · d5 cavallo del nero · e5 pedone del bianco · c4 pedone del bianco · a2 pedone del bianco · b2 pedone del bianco · e2 donna del bianco · f2 pedone del bianco · g2 pedone del bianco · h2 pedone del bianco · a1 torre del bianco · b1 cavallo del bianco · c1 alfiere del bianco · e1 re del bianco · f1 alfiere del bianco · h1 torre del bianco | a8 torre del nero · c8 alfiere del nero · e8 re del nero · f8 alfiere del nero · h8 torre del nero · a7 pedone del nero · c7 pedone del nero · d7 pedone del nero · e7 donna del nero · f7 pedone del nero · g7 pedone del nero · h7 pedone del nero · c6 pedone del nero · d5 cavallo del nero · e5 pedone del bianco · c4 pedone del bianco · a2 pedone del bianco · b2 pedone del bianco · e2 donna del bianco · f2 pedone del bianco · g2 pedone del bianco · h2 pedone del bianco · a1 torre del bianco · b1 cavallo del bianco · c1 alfiere del bianco · e1 re del bianco · f1 alfiere del bianco · h1 torre del bianco | a8 torre del nero · c8 alfiere del nero · e8 re del nero · f8 alfiere del nero · h8 torre del nero · a7 pedone del nero · c7 pedone del nero · d7 pedone del nero · e7 donna del nero · f7 pedone del nero · g7 pedone del nero · h7 pedone del nero · c6 pedone del nero · d5 cavallo del nero · e5 pedone del bianco · c4 pedone del bianco · a2 pedone del bianco · b2 pedone del bianco · e2 donna del bianco · f2 pedone del bianco · g2 pedone del bianco · h2 pedone del bianco · a1 torre del bianco · b1 cavallo del bianco · c1 alfiere del bianco · e1 re del bianco · f1 alfiere del bianco · h1 torre del bianco | a8 torre del nero · c8 alfiere del nero · e8 re del nero · f8 alfiere del nero · h8 torre del nero · a7 pedone del nero · c7 pedone del nero · d7 pedone del nero · e7 donna del nero · f7 pedone del nero · g7 pedone del nero · h7 pedone del nero · c6 pedone del nero · d5 cavallo del nero · e5 pedone del bianco · c4 pedone del bianco · a2 pedone del bianco · b2 pedone del bianco · e2 donna del bianco · f2 pedone del bianco · g2 pedone del bianco · h2 pedone del bianco · a1 torre del bianco · b1 cavallo del bianco · c1 alfiere del bianco · e1 re del bianco · f1 alfiere del bianco · h1 torre del bianco | 6 |
| 5 | a8 torre del nero · c8 alfiere del nero · e8 re del nero · f8 alfiere del nero · h8 torre del nero · a7 pedone del nero · c7 pedone del nero · d7 pedone del nero · e7 donna del nero · f7 pedone del nero · g7 pedone del nero · h7 pedone del nero · c6 pedone del nero · d5 cavallo del nero · e5 pedone del bianco · c4 pedone del bianco · a2 pedone del bianco · b2 pedone del bianco · e2 donna del bianco · f2 pedone del bianco · g2 pedone del bianco · h2 pedone del bianco · a1 torre del bianco · b1 cavallo del bianco · c1 alfiere del bianco · e1 re del bianco · f1 alfiere del bianco · h1 torre del bianco | a8 torre del nero · c8 alfiere del nero · e8 re del nero · f8 alfiere del nero · h8 torre del nero · a7 pedone del nero · c7 pedone del nero · d7 pedone del nero · e7 donna del nero · f7 pedone del nero · g7 pedone del nero · h7 pedone del nero · c6 pedone del nero · d5 cavallo del nero · e5 pedone del bianco · c4 pedone del bianco · a2 pedone del bianco · b2 pedone del bianco · e2 donna del bianco · f2 pedone del bianco · g2 pedone del bianco · h2 pedone del bianco · a1 torre del bianco · b1 cavallo del bianco · c1 alfiere del bianco · e1 re del bianco · f1 alfiere del bianco · h1 torre del bianco | a8 torre del nero · c8 alfiere del nero · e8 re del nero · f8 alfiere del nero · h8 torre del nero · a7 pedone del nero · c7 pedone del nero · d7 pedone del nero · e7 donna del nero · f7 pedone del nero · g7 pedone del nero · h7 pedone del nero · c6 pedone del nero · d5 cavallo del nero · e5 pedone del bianco · c4 pedone del bianco · a2 pedone del bianco · b2 pedone del bianco · e2 donna del bianco · f2 pedone del bianco · g2 pedone del bianco · h2 pedone del bianco · a1 torre del bianco · b1 cavallo del bianco · c1 alfiere del bianco · e1 re del bianco · f1 alfiere del bianco · h1 torre del bianco | a8 torre del nero · c8 alfiere del nero · e8 re del nero · f8 alfiere del nero · h8 torre del nero · a7 pedone del nero · c7 pedone del nero · d7 pedone del nero · e7 donna del nero · f7 pedone del nero · g7 pedone del nero · h7 pedone del nero · c6 pedone del nero · d5 cavallo del nero · e5 pedone del bianco · c4 pedone del bianco · a2 pedone del bianco · b2 pedone del bianco · e2 donna del bianco · f2 pedone del bianco · g2 pedone del bianco · h2 pedone del bianco · a1 torre del bianco · b1 cavallo del bianco · c1 alfiere del bianco · e1 re del bianco · f1 alfiere del bianco · h1 torre del bianco | a8 torre del nero · c8 alfiere del nero · e8 re del nero · f8 alfiere del nero · h8 torre del nero · a7 pedone del nero · c7 pedone del nero · d7 pedone del nero · e7 donna del nero · f7 pedone del nero · g7 pedone del nero · h7 pedone del nero · c6 pedone del nero · d5 cavallo del nero · e5 pedone del bianco · c4 pedone del bianco · a2 pedone del bianco · b2 pedone del bianco · e2 donna del bianco · f2 pedone del bianco · g2 pedone del bianco · h2 pedone del bianco · a1 torre del bianco · b1 cavallo del bianco · c1 alfiere del bianco · e1 re del bianco · f1 alfiere del bianco · h1 torre del bianco | a8 torre del nero · c8 alfiere del nero · e8 re del nero · f8 alfiere del nero · h8 torre del nero · a7 pedone del nero · c7 pedone del nero · d7 pedone del nero · e7 donna del nero · f7 pedone del nero · g7 pedone del nero · h7 pedone del nero · c6 pedone del nero · d5 cavallo del nero · e5 pedone del bianco · c4 pedone del bianco · a2 pedone del bianco · b2 pedone del bianco · e2 donna del bianco · f2 pedone del bianco · g2 pedone del bianco · h2 pedone del bianco · a1 torre del bianco · b1 cavallo del bianco · c1 alfiere del bianco · e1 re del bianco · f1 alfiere del bianco · h1 torre del bianco | a8 torre del nero · c8 alfiere del nero · e8 re del nero · f8 alfiere del nero · h8 torre del nero · a7 pedone del nero · c7 pedone del nero · d7 pedone del nero · e7 donna del nero · f7 pedone del nero · g7 pedone del nero · h7 pedone del nero · c6 pedone del nero · d5 cavallo del nero · e5 pedone del bianco · c4 pedone del bianco · a2 pedone del bianco · b2 pedone del bianco · e2 donna del bianco · f2 pedone del bianco · g2 pedone del bianco · h2 pedone del bianco · a1 torre del bianco · b1 cavallo del bianco · c1 alfiere del bianco · e1 re del bianco · f1 alfiere del bianco · h1 torre del bianco | a8 torre del nero · c8 alfiere del nero · e8 re del nero · f8 alfiere del nero · h8 torre del nero · a7 pedone del nero · c7 pedone del nero · d7 pedone del nero · e7 donna del nero · f7 pedone del nero · g7 pedone del nero · h7 pedone del nero · c6 pedone del nero · d5 cavallo del nero · e5 pedone del bianco · c4 pedone del bianco · a2 pedone del bianco · b2 pedone del bianco · e2 donna del bianco · f2 pedone del bianco · g2 pedone del bianco · h2 pedone del bianco · a1 torre del bianco · b1 cavallo del bianco · c1 alfiere del bianco · e1 re del bianco · f1 alfiere del bianco · h1 torre del bianco | 5 |
| 4 | a8 torre del nero · c8 alfiere del nero · e8 re del nero · f8 alfiere del nero · h8 torre del nero · a7 pedone del nero · c7 pedone del nero · d7 pedone del nero · e7 donna del nero · f7 pedone del nero · g7 pedone del nero · h7 pedone del nero · c6 pedone del nero · d5 cavallo del nero · e5 pedone del bianco · c4 pedone del bianco · a2 pedone del bianco · b2 pedone del bianco · e2 donna del bianco · f2 pedone del bianco · g2 pedone del bianco · h2 pedone del bianco · a1 torre del bianco · b1 cavallo del bianco · c1 alfiere del bianco · e1 re del bianco · f1 alfiere del bianco · h1 torre del bianco | a8 torre del nero · c8 alfiere del nero · e8 re del nero · f8 alfiere del nero · h8 torre del nero · a7 pedone del nero · c7 pedone del nero · d7 pedone del nero · e7 donna del nero · f7 pedone del nero · g7 pedone del nero · h7 pedone del nero · c6 pedone del nero · d5 cavallo del nero · e5 pedone del bianco · c4 pedone del bianco · a2 pedone del bianco · b2 pedone del bianco · e2 donna del bianco · f2 pedone del bianco · g2 pedone del bianco · h2 pedone del bianco · a1 torre del bianco · b1 cavallo del bianco · c1 alfiere del bianco · e1 re del bianco · f1 alfiere del bianco · h1 torre del bianco | a8 torre del nero · c8 alfiere del nero · e8 re del nero · f8 alfiere del nero · h8 torre del nero · a7 pedone del nero · c7 pedone del nero · d7 pedone del nero · e7 donna del nero · f7 pedone del nero · g7 pedone del nero · h7 pedone del nero · c6 pedone del nero · d5 cavallo del nero · e5 pedone del bianco · c4 pedone del bianco · a2 pedone del bianco · b2 pedone del bianco · e2 donna del bianco · f2 pedone del bianco · g2 pedone del bianco · h2 pedone del bianco · a1 torre del bianco · b1 cavallo del bianco · c1 alfiere del bianco · e1 re del bianco · f1 alfiere del bianco · h1 torre del bianco | a8 torre del nero · c8 alfiere del nero · e8 re del nero · f8 alfiere del nero · h8 torre del nero · a7 pedone del nero · c7 pedone del nero · d7 pedone del nero · e7 donna del nero · f7 pedone del nero · g7 pedone del nero · h7 pedone del nero · c6 pedone del nero · d5 cavallo del nero · e5 pedone del bianco · c4 pedone del bianco · a2 pedone del bianco · b2 pedone del bianco · e2 donna del bianco · f2 pedone del bianco · g2 pedone del bianco · h2 pedone del bianco · a1 torre del bianco · b1 cavallo del bianco · c1 alfiere del bianco · e1 re del bianco · f1 alfiere del bianco · h1 torre del bianco | a8 torre del nero · c8 alfiere del nero · e8 re del nero · f8 alfiere del nero · h8 torre del nero · a7 pedone del nero · c7 pedone del nero · d7 pedone del nero · e7 donna del nero · f7 pedone del nero · g7 pedone del nero · h7 pedone del nero · c6 pedone del nero · d5 cavallo del nero · e5 pedone del bianco · c4 pedone del bianco · a2 pedone del bianco · b2 pedone del bianco · e2 donna del bianco · f2 pedone del bianco · g2 pedone del bianco · h2 pedone del bianco · a1 torre del bianco · b1 cavallo del bianco · c1 alfiere del bianco · e1 re del bianco · f1 alfiere del bianco · h1 torre del bianco | a8 torre del nero · c8 alfiere del nero · e8 re del nero · f8 alfiere del nero · h8 torre del nero · a7 pedone del nero · c7 pedone del nero · d7 pedone del nero · e7 donna del nero · f7 pedone del nero · g7 pedone del nero · h7 pedone del nero · c6 pedone del nero · d5 cavallo del nero · e5 pedone del bianco · c4 pedone del bianco · a2 pedone del bianco · b2 pedone del bianco · e2 donna del bianco · f2 pedone del bianco · g2 pedone del bianco · h2 pedone del bianco · a1 torre del bianco · b1 cavallo del bianco · c1 alfiere del bianco · e1 re del bianco · f1 alfiere del bianco · h1 torre del bianco | a8 torre del nero · c8 alfiere del nero · e8 re del nero · f8 alfiere del nero · h8 torre del nero · a7 pedone del nero · c7 pedone del nero · d7 pedone del nero · e7 donna del nero · f7 pedone del nero · g7 pedone del nero · h7 pedone del nero · c6 pedone del nero · d5 cavallo del nero · e5 pedone del bianco · c4 pedone del bianco · a2 pedone del bianco · b2 pedone del bianco · e2 donna del bianco · f2 pedone del bianco · g2 pedone del bianco · h2 pedone del bianco · a1 torre del bianco · b1 cavallo del bianco · c1 alfiere del bianco · e1 re del bianco · f1 alfiere del bianco · h1 torre del bianco | a8 torre del nero · c8 alfiere del nero · e8 re del nero · f8 alfiere del nero · h8 torre del nero · a7 pedone del nero · c7 pedone del nero · d7 pedone del nero · e7 donna del nero · f7 pedone del nero · g7 pedone del nero · h7 pedone del nero · c6 pedone del nero · d5 cavallo del nero · e5 pedone del bianco · c4 pedone del bianco · a2 pedone del bianco · b2 pedone del bianco · e2 donna del bianco · f2 pedone del bianco · g2 pedone del bianco · h2 pedone del bianco · a1 torre del bianco · b1 cavallo del bianco · c1 alfiere del bianco · e1 re del bianco · f1 alfiere del bianco · h1 torre del bianco | 4 |
| 3 | a8 torre del nero · c8 alfiere del nero · e8 re del nero · f8 alfiere del nero · h8 torre del nero · a7 pedone del nero · c7 pedone del nero · d7 pedone del nero · e7 donna del nero · f7 pedone del nero · g7 pedone del nero · h7 pedone del nero · c6 pedone del nero · d5 cavallo del nero · e5 pedone del bianco · c4 pedone del bianco · a2 pedone del bianco · b2 pedone del bianco · e2 donna del bianco · f2 pedone del bianco · g2 pedone del bianco · h2 pedone del bianco · a1 torre del bianco · b1 cavallo del bianco · c1 alfiere del bianco · e1 re del bianco · f1 alfiere del bianco · h1 torre del bianco | a8 torre del nero · c8 alfiere del nero · e8 re del nero · f8 alfiere del nero · h8 torre del nero · a7 pedone del nero · c7 pedone del nero · d7 pedone del nero · e7 donna del nero · f7 pedone del nero · g7 pedone del nero · h7 pedone del nero · c6 pedone del nero · d5 cavallo del nero · e5 pedone del bianco · c4 pedone del bianco · a2 pedone del bianco · b2 pedone del bianco · e2 donna del bianco · f2 pedone del bianco · g2 pedone del bianco · h2 pedone del bianco · a1 torre del bianco · b1 cavallo del bianco · c1 alfiere del bianco · e1 re del bianco · f1 alfiere del bianco · h1 torre del bianco | a8 torre del nero · c8 alfiere del nero · e8 re del nero · f8 alfiere del nero · h8 torre del nero · a7 pedone del nero · c7 pedone del nero · d7 pedone del nero · e7 donna del nero · f7 pedone del nero · g7 pedone del nero · h7 pedone del nero · c6 pedone del nero · d5 cavallo del nero · e5 pedone del bianco · c4 pedone del bianco · a2 pedone del bianco · b2 pedone del bianco · e2 donna del bianco · f2 pedone del bianco · g2 pedone del bianco · h2 pedone del bianco · a1 torre del bianco · b1 cavallo del bianco · c1 alfiere del bianco · e1 re del bianco · f1 alfiere del bianco · h1 torre del bianco | a8 torre del nero · c8 alfiere del nero · e8 re del nero · f8 alfiere del nero · h8 torre del nero · a7 pedone del nero · c7 pedone del nero · d7 pedone del nero · e7 donna del nero · f7 pedone del nero · g7 pedone del nero · h7 pedone del nero · c6 pedone del nero · d5 cavallo del nero · e5 pedone del bianco · c4 pedone del bianco · a2 pedone del bianco · b2 pedone del bianco · e2 donna del bianco · f2 pedone del bianco · g2 pedone del bianco · h2 pedone del bianco · a1 torre del bianco · b1 cavallo del bianco · c1 alfiere del bianco · e1 re del bianco · f1 alfiere del bianco · h1 torre del bianco | a8 torre del nero · c8 alfiere del nero · e8 re del nero · f8 alfiere del nero · h8 torre del nero · a7 pedone del nero · c7 pedone del nero · d7 pedone del nero · e7 donna del nero · f7 pedone del nero · g7 pedone del nero · h7 pedone del nero · c6 pedone del nero · d5 cavallo del nero · e5 pedone del bianco · c4 pedone del bianco · a2 pedone del bianco · b2 pedone del bianco · e2 donna del bianco · f2 pedone del bianco · g2 pedone del bianco · h2 pedone del bianco · a1 torre del bianco · b1 cavallo del bianco · c1 alfiere del bianco · e1 re del bianco · f1 alfiere del bianco · h1 torre del bianco | a8 torre del nero · c8 alfiere del nero · e8 re del nero · f8 alfiere del nero · h8 torre del nero · a7 pedone del nero · c7 pedone del nero · d7 pedone del nero · e7 donna del nero · f7 pedone del nero · g7 pedone del nero · h7 pedone del nero · c6 pedone del nero · d5 cavallo del nero · e5 pedone del bianco · c4 pedone del bianco · a2 pedone del bianco · b2 pedone del bianco · e2 donna del bianco · f2 pedone del bianco · g2 pedone del bianco · h2 pedone del bianco · a1 torre del bianco · b1 cavallo del bianco · c1 alfiere del bianco · e1 re del bianco · f1 alfiere del bianco · h1 torre del bianco | a8 torre del nero · c8 alfiere del nero · e8 re del nero · f8 alfiere del nero · h8 torre del nero · a7 pedone del nero · c7 pedone del nero · d7 pedone del nero · e7 donna del nero · f7 pedone del nero · g7 pedone del nero · h7 pedone del nero · c6 pedone del nero · d5 cavallo del nero · e5 pedone del bianco · c4 pedone del bianco · a2 pedone del bianco · b2 pedone del bianco · e2 donna del bianco · f2 pedone del bianco · g2 pedone del bianco · h2 pedone del bianco · a1 torre del bianco · b1 cavallo del bianco · c1 alfiere del bianco · e1 re del bianco · f1 alfiere del bianco · h1 torre del bianco | a8 torre del nero · c8 alfiere del nero · e8 re del nero · f8 alfiere del nero · h8 torre del nero · a7 pedone del nero · c7 pedone del nero · d7 pedone del nero · e7 donna del nero · f7 pedone del nero · g7 pedone del nero · h7 pedone del nero · c6 pedone del nero · d5 cavallo del nero · e5 pedone del bianco · c4 pedone del bianco · a2 pedone del bianco · b2 pedone del bianco · e2 donna del bianco · f2 pedone del bianco · g2 pedone del bianco · h2 pedone del bianco · a1 torre del bianco · b1 cavallo del bianco · c1 alfiere del bianco · e1 re del bianco · f1 alfiere del bianco · h1 torre del bianco | 3 |
| 2 | a8 torre del nero · c8 alfiere del nero · e8 re del nero · f8 alfiere del nero · h8 torre del nero · a7 pedone del nero · c7 pedone del nero · d7 pedone del nero · e7 donna del nero · f7 pedone del nero · g7 pedone del nero · h7 pedone del nero · c6 pedone del nero · d5 cavallo del nero · e5 pedone del bianco · c4 pedone del bianco · a2 pedone del bianco · b2 pedone del bianco · e2 donna del bianco · f2 pedone del bianco · g2 pedone del bianco · h2 pedone del bianco · a1 torre del bianco · b1 cavallo del bianco · c1 alfiere del bianco · e1 re del bianco · f1 alfiere del bianco · h1 torre del bianco | a8 torre del nero · c8 alfiere del nero · e8 re del nero · f8 alfiere del nero · h8 torre del nero · a7 pedone del nero · c7 pedone del nero · d7 pedone del nero · e7 donna del nero · f7 pedone del nero · g7 pedone del nero · h7 pedone del nero · c6 pedone del nero · d5 cavallo del nero · e5 pedone del bianco · c4 pedone del bianco · a2 pedone del bianco · b2 pedone del bianco · e2 donna del bianco · f2 pedone del bianco · g2 pedone del bianco · h2 pedone del bianco · a1 torre del bianco · b1 cavallo del bianco · c1 alfiere del bianco · e1 re del bianco · f1 alfiere del bianco · h1 torre del bianco | a8 torre del nero · c8 alfiere del nero · e8 re del nero · f8 alfiere del nero · h8 torre del nero · a7 pedone del nero · c7 pedone del nero · d7 pedone del nero · e7 donna del nero · f7 pedone del nero · g7 pedone del nero · h7 pedone del nero · c6 pedone del nero · d5 cavallo del nero · e5 pedone del bianco · c4 pedone del bianco · a2 pedone del bianco · b2 pedone del bianco · e2 donna del bianco · f2 pedone del bianco · g2 pedone del bianco · h2 pedone del bianco · a1 torre del bianco · b1 cavallo del bianco · c1 alfiere del bianco · e1 re del bianco · f1 alfiere del bianco · h1 torre del bianco | a8 torre del nero · c8 alfiere del nero · e8 re del nero · f8 alfiere del nero · h8 torre del nero · a7 pedone del nero · c7 pedone del nero · d7 pedone del nero · e7 donna del nero · f7 pedone del nero · g7 pedone del nero · h7 pedone del nero · c6 pedone del nero · d5 cavallo del nero · e5 pedone del bianco · c4 pedone del bianco · a2 pedone del bianco · b2 pedone del bianco · e2 donna del bianco · f2 pedone del bianco · g2 pedone del bianco · h2 pedone del bianco · a1 torre del bianco · b1 cavallo del bianco · c1 alfiere del bianco · e1 re del bianco · f1 alfiere del bianco · h1 torre del bianco | a8 torre del nero · c8 alfiere del nero · e8 re del nero · f8 alfiere del nero · h8 torre del nero · a7 pedone del nero · c7 pedone del nero · d7 pedone del nero · e7 donna del nero · f7 pedone del nero · g7 pedone del nero · h7 pedone del nero · c6 pedone del nero · d5 cavallo del nero · e5 pedone del bianco · c4 pedone del bianco · a2 pedone del bianco · b2 pedone del bianco · e2 donna del bianco · f2 pedone del bianco · g2 pedone del bianco · h2 pedone del bianco · a1 torre del bianco · b1 cavallo del bianco · c1 alfiere del bianco · e1 re del bianco · f1 alfiere del bianco · h1 torre del bianco | a8 torre del nero · c8 alfiere del nero · e8 re del nero · f8 alfiere del nero · h8 torre del nero · a7 pedone del nero · c7 pedone del nero · d7 pedone del nero · e7 donna del nero · f7 pedone del nero · g7 pedone del nero · h7 pedone del nero · c6 pedone del nero · d5 cavallo del nero · e5 pedone del bianco · c4 pedone del bianco · a2 pedone del bianco · b2 pedone del bianco · e2 donna del bianco · f2 pedone del bianco · g2 pedone del bianco · h2 pedone del bianco · a1 torre del bianco · b1 cavallo del bianco · c1 alfiere del bianco · e1 re del bianco · f1 alfiere del bianco · h1 torre del bianco | a8 torre del nero · c8 alfiere del nero · e8 re del nero · f8 alfiere del nero · h8 torre del nero · a7 pedone del nero · c7 pedone del nero · d7 pedone del nero · e7 donna del nero · f7 pedone del nero · g7 pedone del nero · h7 pedone del nero · c6 pedone del nero · d5 cavallo del nero · e5 pedone del bianco · c4 pedone del bianco · a2 pedone del bianco · b2 pedone del bianco · e2 donna del bianco · f2 pedone del bianco · g2 pedone del bianco · h2 pedone del bianco · a1 torre del bianco · b1 cavallo del bianco · c1 alfiere del bianco · e1 re del bianco · f1 alfiere del bianco · h1 torre del bianco | a8 torre del nero · c8 alfiere del nero · e8 re del nero · f8 alfiere del nero · h8 torre del nero · a7 pedone del nero · c7 pedone del nero · d7 pedone del nero · e7 donna del nero · f7 pedone del nero · g7 pedone del nero · h7 pedone del nero · c6 pedone del nero · d5 cavallo del nero · e5 pedone del bianco · c4 pedone del bianco · a2 pedone del bianco · b2 pedone del bianco · e2 donna del bianco · f2 pedone del bianco · g2 pedone del bianco · h2 pedone del bianco · a1 torre del bianco · b1 cavallo del bianco · c1 alfiere del bianco · e1 re del bianco · f1 alfiere del bianco · h1 torre del bianco | 2 |
| 1 | a8 torre del nero · c8 alfiere del nero · e8 re del nero · f8 alfiere del nero · h8 torre del nero · a7 pedone del nero · c7 pedone del nero · d7 pedone del nero · e7 donna del nero · f7 pedone del nero · g7 pedone del nero · h7 pedone del nero · c6 pedone del nero · d5 cavallo del nero · e5 pedone del bianco · c4 pedone del bianco · a2 pedone del bianco · b2 pedone del bianco · e2 donna del bianco · f2 pedone del bianco · g2 pedone del bianco · h2 pedone del bianco · a1 torre del bianco · b1 cavallo del bianco · c1 alfiere del bianco · e1 re del bianco · f1 alfiere del bianco · h1 torre del bianco | a8 torre del nero · c8 alfiere del nero · e8 re del nero · f8 alfiere del nero · h8 torre del nero · a7 pedone del nero · c7 pedone del nero · d7 pedone del nero · e7 donna del nero · f7 pedone del nero · g7 pedone del nero · h7 pedone del nero · c6 pedone del nero · d5 cavallo del nero · e5 pedone del bianco · c4 pedone del bianco · a2 pedone del bianco · b2 pedone del bianco · e2 donna del bianco · f2 pedone del bianco · g2 pedone del bianco · h2 pedone del bianco · a1 torre del bianco · b1 cavallo del bianco · c1 alfiere del bianco · e1 re del bianco · f1 alfiere del bianco · h1 torre del bianco | a8 torre del nero · c8 alfiere del nero · e8 re del nero · f8 alfiere del nero · h8 torre del nero · a7 pedone del nero · c7 pedone del nero · d7 pedone del nero · e7 donna del nero · f7 pedone del nero · g7 pedone del nero · h7 pedone del nero · c6 pedone del nero · d5 cavallo del nero · e5 pedone del bianco · c4 pedone del bianco · a2 pedone del bianco · b2 pedone del bianco · e2 donna del bianco · f2 pedone del bianco · g2 pedone del bianco · h2 pedone del bianco · a1 torre del bianco · b1 cavallo del bianco · c1 alfiere del bianco · e1 re del bianco · f1 alfiere del bianco · h1 torre del bianco | a8 torre del nero · c8 alfiere del nero · e8 re del nero · f8 alfiere del nero · h8 torre del nero · a7 pedone del nero · c7 pedone del nero · d7 pedone del nero · e7 donna del nero · f7 pedone del nero · g7 pedone del nero · h7 pedone del nero · c6 pedone del nero · d5 cavallo del nero · e5 pedone del bianco · c4 pedone del bianco · a2 pedone del bianco · b2 pedone del bianco · e2 donna del bianco · f2 pedone del bianco · g2 pedone del bianco · h2 pedone del bianco · a1 torre del bianco · b1 cavallo del bianco · c1 alfiere del bianco · e1 re del bianco · f1 alfiere del bianco · h1 torre del bianco | a8 torre del nero · c8 alfiere del nero · e8 re del nero · f8 alfiere del nero · h8 torre del nero · a7 pedone del nero · c7 pedone del nero · d7 pedone del nero · e7 donna del nero · f7 pedone del nero · g7 pedone del nero · h7 pedone del nero · c6 pedone del nero · d5 cavallo del nero · e5 pedone del bianco · c4 pedone del bianco · a2 pedone del bianco · b2 pedone del bianco · e2 donna del bianco · f2 pedone del bianco · g2 pedone del bianco · h2 pedone del bianco · a1 torre del bianco · b1 cavallo del bianco · c1 alfiere del bianco · e1 re del bianco · f1 alfiere del bianco · h1 torre del bianco | a8 torre del nero · c8 alfiere del nero · e8 re del nero · f8 alfiere del nero · h8 torre del nero · a7 pedone del nero · c7 pedone del nero · d7 pedone del nero · e7 donna del nero · f7 pedone del nero · g7 pedone del nero · h7 pedone del nero · c6 pedone del nero · d5 cavallo del nero · e5 pedone del bianco · c4 pedone del bianco · a2 pedone del bianco · b2 pedone del bianco · e2 donna del bianco · f2 pedone del bianco · g2 pedone del bianco · h2 pedone del bianco · a1 torre del bianco · b1 cavallo del bianco · c1 alfiere del bianco · e1 re del bianco · f1 alfiere del bianco · h1 torre del bianco | a8 torre del nero · c8 alfiere del nero · e8 re del nero · f8 alfiere del nero · h8 torre del nero · a7 pedone del nero · c7 pedone del nero · d7 pedone del nero · e7 donna del nero · f7 pedone del nero · g7 pedone del nero · h7 pedone del nero · c6 pedone del nero · d5 cavallo del nero · e5 pedone del bianco · c4 pedone del bianco · a2 pedone del bianco · b2 pedone del bianco · e2 donna del bianco · f2 pedone del bianco · g2 pedone del bianco · h2 pedone del bianco · a1 torre del bianco · b1 cavallo del bianco · c1 alfiere del bianco · e1 re del bianco · f1 alfiere del bianco · h1 torre del bianco | a8 torre del nero · c8 alfiere del nero · e8 re del nero · f8 alfiere del nero · h8 torre del nero · a7 pedone del nero · c7 pedone del nero · d7 pedone del nero · e7 donna del nero · f7 pedone del nero · g7 pedone del nero · h7 pedone del nero · c6 pedone del nero · d5 cavallo del nero · e5 pedone del bianco · c4 pedone del bianco · a2 pedone del bianco · b2 pedone del bianco · e2 donna del bianco · f2 pedone del bianco · g2 pedone del bianco · h2 pedone del bianco · a1 torre del bianco · b1 cavallo del bianco · c1 alfiere del bianco · e1 re del bianco · f1 alfiere del bianco · h1 torre del bianco | 1 |
|   | a | b | c | d | e | f | g | h |   |

|   | a | b | c | d | e | f | g | h |   |
| 8 | a8 torre del nero · c8 alfiere del nero · d8 donna del nero · e8 re del nero · f8 alfiere del nero · g8 cavallo del nero · h8 torre del nero · a7 pedone del nero · b7 pedone del nero · c7 pedone del nero · d7 pedone del nero · f7 pedone del nero · g7 pedone del nero · h7 pedone del nero · c6 cavallo del nero · c4 alfiere del bianco · d4 pedone del nero · e4 pedone del bianco · f3 cavallo del bianco · a2 pedone del bianco · b2 pedone del bianco · c2 pedone del bianco · f2 pedone del bianco · g2 pedone del bianco · h2 pedone del bianco · a1 torre del bianco · b1 cavallo del bianco · c1 alfiere del bianco · d1 donna del bianco · e1 re del bianco · h1 torre del bianco | a8 torre del nero · c8 alfiere del nero · d8 donna del nero · e8 re del nero · f8 alfiere del nero · g8 cavallo del nero · h8 torre del nero · a7 pedone del nero · b7 pedone del nero · c7 pedone del nero · d7 pedone del nero · f7 pedone del nero · g7 pedone del nero · h7 pedone del nero · c6 cavallo del nero · c4 alfiere del bianco · d4 pedone del nero · e4 pedone del bianco · f3 cavallo del bianco · a2 pedone del bianco · b2 pedone del bianco · c2 pedone del bianco · f2 pedone del bianco · g2 pedone del bianco · h2 pedone del bianco · a1 torre del bianco · b1 cavallo del bianco · c1 alfiere del bianco · d1 donna del bianco · e1 re del bianco · h1 torre del bianco | a8 torre del nero · c8 alfiere del nero · d8 donna del nero · e8 re del nero · f8 alfiere del nero · g8 cavallo del nero · h8 torre del nero · a7 pedone del nero · b7 pedone del nero · c7 pedone del nero · d7 pedone del nero · f7 pedone del nero · g7 pedone del nero · h7 pedone del nero · c6 cavallo del nero · c4 alfiere del bianco · d4 pedone del nero · e4 pedone del bianco · f3 cavallo del bianco · a2 pedone del bianco · b2 pedone del bianco · c2 pedone del bianco · f2 pedone del bianco · g2 pedone del bianco · h2 pedone del bianco · a1 torre del bianco · b1 cavallo del bianco · c1 alfiere del bianco · d1 donna del bianco · e1 re del bianco · h1 torre del bianco | a8 torre del nero · c8 alfiere del nero · d8 donna del nero · e8 re del nero · f8 alfiere del nero · g8 cavallo del nero · h8 torre del nero · a7 pedone del nero · b7 pedone del nero · c7 pedone del nero · d7 pedone del nero · f7 pedone del nero · g7 pedone del nero · h7 pedone del nero · c6 cavallo del nero · c4 alfiere del bianco · d4 pedone del nero · e4 pedone del bianco · f3 cavallo del bianco · a2 pedone del bianco · b2 pedone del bianco · c2 pedone del bianco · f2 pedone del bianco · g2 pedone del bianco · h2 pedone del bianco · a1 torre del bianco · b1 cavallo del bianco · c1 alfiere del bianco · d1 donna del bianco · e1 re del bianco · h1 torre del bianco | a8 torre del nero · c8 alfiere del nero · d8 donna del nero · e8 re del nero · f8 alfiere del nero · g8 cavallo del nero · h8 torre del nero · a7 pedone del nero · b7 pedone del nero · c7 pedone del nero · d7 pedone del nero · f7 pedone del nero · g7 pedone del nero · h7 pedone del nero · c6 cavallo del nero · c4 alfiere del bianco · d4 pedone del nero · e4 pedone del bianco · f3 cavallo del bianco · a2 pedone del bianco · b2 pedone del bianco · c2 pedone del bianco · f2 pedone del bianco · g2 pedone del bianco · h2 pedone del bianco · a1 torre del bianco · b1 cavallo del bianco · c1 alfiere del bianco · d1 donna del bianco · e1 re del bianco · h1 torre del bianco | a8 torre del nero · c8 alfiere del nero · d8 donna del nero · e8 re del nero · f8 alfiere del nero · g8 cavallo del nero · h8 torre del nero · a7 pedone del nero · b7 pedone del nero · c7 pedone del nero · d7 pedone del nero · f7 pedone del nero · g7 pedone del nero · h7 pedone del nero · c6 cavallo del nero · c4 alfiere del bianco · d4 pedone del nero · e4 pedone del bianco · f3 cavallo del bianco · a2 pedone del bianco · b2 pedone del bianco · c2 pedone del bianco · f2 pedone del bianco · g2 pedone del bianco · h2 pedone del bianco · a1 torre del bianco · b1 cavallo del bianco · c1 alfiere del bianco · d1 donna del bianco · e1 re del bianco · h1 torre del bianco | a8 torre del nero · c8 alfiere del nero · d8 donna del nero · e8 re del nero · f8 alfiere del nero · g8 cavallo del nero · h8 torre del nero · a7 pedone del nero · b7 pedone del nero · c7 pedone del nero · d7 pedone del nero · f7 pedone del nero · g7 pedone del nero · h7 pedone del nero · c6 cavallo del nero · c4 alfiere del bianco · d4 pedone del nero · e4 pedone del bianco · f3 cavallo del bianco · a2 pedone del bianco · b2 pedone del bianco · c2 pedone del bianco · f2 pedone del bianco · g2 pedone del bianco · h2 pedone del bianco · a1 torre del bianco · b1 cavallo del bianco · c1 alfiere del bianco · d1 donna del bianco · e1 re del bianco · h1 torre del bianco | a8 torre del nero · c8 alfiere del nero · d8 donna del nero · e8 re del nero · f8 alfiere del nero · g8 cavallo del nero · h8 torre del nero · a7 pedone del nero · b7 pedone del nero · c7 pedone del nero · d7 pedone del nero · f7 pedone del nero · g7 pedone del nero · h7 pedone del nero · c6 cavallo del nero · c4 alfiere del bianco · d4 pedone del nero · e4 pedone del bianco · f3 cavallo del bianco · a2 pedone del bianco · b2 pedone del bianco · c2 pedone del bianco · f2 pedone del bianco · g2 pedone del bianco · h2 pedone del bianco · a1 torre del bianco · b1 cavallo del bianco · c1 alfiere del bianco · d1 donna del bianco · e1 re del bianco · h1 torre del bianco | 8 |
| 7 | a8 torre del nero · c8 alfiere del nero · d8 donna del nero · e8 re del nero · f8 alfiere del nero · g8 cavallo del nero · h8 torre del nero · a7 pedone del nero · b7 pedone del nero · c7 pedone del nero · d7 pedone del nero · f7 pedone del nero · g7 pedone del nero · h7 pedone del nero · c6 cavallo del nero · c4 alfiere del bianco · d4 pedone del nero · e4 pedone del bianco · f3 cavallo del bianco · a2 pedone del bianco · b2 pedone del bianco · c2 pedone del bianco · f2 pedone del bianco · g2 pedone del bianco · h2 pedone del bianco · a1 torre del bianco · b1 cavallo del bianco · c1 alfiere del bianco · d1 donna del bianco · e1 re del bianco · h1 torre del bianco | a8 torre del nero · c8 alfiere del nero · d8 donna del nero · e8 re del nero · f8 alfiere del nero · g8 cavallo del nero · h8 torre del nero · a7 pedone del nero · b7 pedone del nero · c7 pedone del nero · d7 pedone del nero · f7 pedone del nero · g7 pedone del nero · h7 pedone del nero · c6 cavallo del nero · c4 alfiere del bianco · d4 pedone del nero · e4 pedone del bianco · f3 cavallo del bianco · a2 pedone del bianco · b2 pedone del bianco · c2 pedone del bianco · f2 pedone del bianco · g2 pedone del bianco · h2 pedone del bianco · a1 torre del bianco · b1 cavallo del bianco · c1 alfiere del bianco · d1 donna del bianco · e1 re del bianco · h1 torre del bianco | a8 torre del nero · c8 alfiere del nero · d8 donna del nero · e8 re del nero · f8 alfiere del nero · g8 cavallo del nero · h8 torre del nero · a7 pedone del nero · b7 pedone del nero · c7 pedone del nero · d7 pedone del nero · f7 pedone del nero · g7 pedone del nero · h7 pedone del nero · c6 cavallo del nero · c4 alfiere del bianco · d4 pedone del nero · e4 pedone del bianco · f3 cavallo del bianco · a2 pedone del bianco · b2 pedone del bianco · c2 pedone del bianco · f2 pedone del bianco · g2 pedone del bianco · h2 pedone del bianco · a1 torre del bianco · b1 cavallo del bianco · c1 alfiere del bianco · d1 donna del bianco · e1 re del bianco · h1 torre del bianco | a8 torre del nero · c8 alfiere del nero · d8 donna del nero · e8 re del nero · f8 alfiere del nero · g8 cavallo del nero · h8 torre del nero · a7 pedone del nero · b7 pedone del nero · c7 pedone del nero · d7 pedone del nero · f7 pedone del nero · g7 pedone del nero · h7 pedone del nero · c6 cavallo del nero · c4 alfiere del bianco · d4 pedone del nero · e4 pedone del bianco · f3 cavallo del bianco · a2 pedone del bianco · b2 pedone del bianco · c2 pedone del bianco · f2 pedone del bianco · g2 pedone del bianco · h2 pedone del bianco · a1 torre del bianco · b1 cavallo del bianco · c1 alfiere del bianco · d1 donna del bianco · e1 re del bianco · h1 torre del bianco | a8 torre del nero · c8 alfiere del nero · d8 donna del nero · e8 re del nero · f8 alfiere del nero · g8 cavallo del nero · h8 torre del nero · a7 pedone del nero · b7 pedone del nero · c7 pedone del nero · d7 pedone del nero · f7 pedone del nero · g7 pedone del nero · h7 pedone del nero · c6 cavallo del nero · c4 alfiere del bianco · d4 pedone del nero · e4 pedone del bianco · f3 cavallo del bianco · a2 pedone del bianco · b2 pedone del bianco · c2 pedone del bianco · f2 pedone del bianco · g2 pedone del bianco · h2 pedone del bianco · a1 torre del bianco · b1 cavallo del bianco · c1 alfiere del bianco · d1 donna del bianco · e1 re del bianco · h1 torre del bianco | a8 torre del nero · c8 alfiere del nero · d8 donna del nero · e8 re del nero · f8 alfiere del nero · g8 cavallo del nero · h8 torre del nero · a7 pedone del nero · b7 pedone del nero · c7 pedone del nero · d7 pedone del nero · f7 pedone del nero · g7 pedone del nero · h7 pedone del nero · c6 cavallo del nero · c4 alfiere del bianco · d4 pedone del nero · e4 pedone del bianco · f3 cavallo del bianco · a2 pedone del bianco · b2 pedone del bianco · c2 pedone del bianco · f2 pedone del bianco · g2 pedone del bianco · h2 pedone del bianco · a1 torre del bianco · b1 cavallo del bianco · c1 alfiere del bianco · d1 donna del bianco · e1 re del bianco · h1 torre del bianco | a8 torre del nero · c8 alfiere del nero · d8 donna del nero · e8 re del nero · f8 alfiere del nero · g8 cavallo del nero · h8 torre del nero · a7 pedone del nero · b7 pedone del nero · c7 pedone del nero · d7 pedone del nero · f7 pedone del nero · g7 pedone del nero · h7 pedone del nero · c6 cavallo del nero · c4 alfiere del bianco · d4 pedone del nero · e4 pedone del bianco · f3 cavallo del bianco · a2 pedone del bianco · b2 pedone del bianco · c2 pedone del bianco · f2 pedone del bianco · g2 pedone del bianco · h2 pedone del bianco · a1 torre del bianco · b1 cavallo del bianco · c1 alfiere del bianco · d1 donna del bianco · e1 re del bianco · h1 torre del bianco | a8 torre del nero · c8 alfiere del nero · d8 donna del nero · e8 re del nero · f8 alfiere del nero · g8 cavallo del nero · h8 torre del nero · a7 pedone del nero · b7 pedone del nero · c7 pedone del nero · d7 pedone del nero · f7 pedone del nero · g7 pedone del nero · h7 pedone del nero · c6 cavallo del nero · c4 alfiere del bianco · d4 pedone del nero · e4 pedone del bianco · f3 cavallo del bianco · a2 pedone del bianco · b2 pedone del bianco · c2 pedone del bianco · f2 pedone del bianco · g2 pedone del bianco · h2 pedone del bianco · a1 torre del bianco · b1 cavallo del bianco · c1 alfiere del bianco · d1 donna del bianco · e1 re del bianco · h1 torre del bianco | 7 |
| 6 | a8 torre del nero · c8 alfiere del nero · d8 donna del nero · e8 re del nero · f8 alfiere del nero · g8 cavallo del nero · h8 torre del nero · a7 pedone del nero · b7 pedone del nero · c7 pedone del nero · d7 pedone del nero · f7 pedone del nero · g7 pedone del nero · h7 pedone del nero · c6 cavallo del nero · c4 alfiere del bianco · d4 pedone del nero · e4 pedone del bianco · f3 cavallo del bianco · a2 pedone del bianco · b2 pedone del bianco · c2 pedone del bianco · f2 pedone del bianco · g2 pedone del bianco · h2 pedone del bianco · a1 torre del bianco · b1 cavallo del bianco · c1 alfiere del bianco · d1 donna del bianco · e1 re del bianco · h1 torre del bianco | a8 torre del nero · c8 alfiere del nero · d8 donna del nero · e8 re del nero · f8 alfiere del nero · g8 cavallo del nero · h8 torre del nero · a7 pedone del nero · b7 pedone del nero · c7 pedone del nero · d7 pedone del nero · f7 pedone del nero · g7 pedone del nero · h7 pedone del nero · c6 cavallo del nero · c4 alfiere del bianco · d4 pedone del nero · e4 pedone del bianco · f3 cavallo del bianco · a2 pedone del bianco · b2 pedone del bianco · c2 pedone del bianco · f2 pedone del bianco · g2 pedone del bianco · h2 pedone del bianco · a1 torre del bianco · b1 cavallo del bianco · c1 alfiere del bianco · d1 donna del bianco · e1 re del bianco · h1 torre del bianco | a8 torre del nero · c8 alfiere del nero · d8 donna del nero · e8 re del nero · f8 alfiere del nero · g8 cavallo del nero · h8 torre del nero · a7 pedone del nero · b7 pedone del nero · c7 pedone del nero · d7 pedone del nero · f7 pedone del nero · g7 pedone del nero · h7 pedone del nero · c6 cavallo del nero · c4 alfiere del bianco · d4 pedone del nero · e4 pedone del bianco · f3 cavallo del bianco · a2 pedone del bianco · b2 pedone del bianco · c2 pedone del bianco · f2 pedone del bianco · g2 pedone del bianco · h2 pedone del bianco · a1 torre del bianco · b1 cavallo del bianco · c1 alfiere del bianco · d1 donna del bianco · e1 re del bianco · h1 torre del bianco | a8 torre del nero · c8 alfiere del nero · d8 donna del nero · e8 re del nero · f8 alfiere del nero · g8 cavallo del nero · h8 torre del nero · a7 pedone del nero · b7 pedone del nero · c7 pedone del nero · d7 pedone del nero · f7 pedone del nero · g7 pedone del nero · h7 pedone del nero · c6 cavallo del nero · c4 alfiere del bianco · d4 pedone del nero · e4 pedone del bianco · f3 cavallo del bianco · a2 pedone del bianco · b2 pedone del bianco · c2 pedone del bianco · f2 pedone del bianco · g2 pedone del bianco · h2 pedone del bianco · a1 torre del bianco · b1 cavallo del bianco · c1 alfiere del bianco · d1 donna del bianco · e1 re del bianco · h1 torre del bianco | a8 torre del nero · c8 alfiere del nero · d8 donna del nero · e8 re del nero · f8 alfiere del nero · g8 cavallo del nero · h8 torre del nero · a7 pedone del nero · b7 pedone del nero · c7 pedone del nero · d7 pedone del nero · f7 pedone del nero · g7 pedone del nero · h7 pedone del nero · c6 cavallo del nero · c4 alfiere del bianco · d4 pedone del nero · e4 pedone del bianco · f3 cavallo del bianco · a2 pedone del bianco · b2 pedone del bianco · c2 pedone del bianco · f2 pedone del bianco · g2 pedone del bianco · h2 pedone del bianco · a1 torre del bianco · b1 cavallo del bianco · c1 alfiere del bianco · d1 donna del bianco · e1 re del bianco · h1 torre del bianco | a8 torre del nero · c8 alfiere del nero · d8 donna del nero · e8 re del nero · f8 alfiere del nero · g8 cavallo del nero · h8 torre del nero · a7 pedone del nero · b7 pedone del nero · c7 pedone del nero · d7 pedone del nero · f7 pedone del nero · g7 pedone del nero · h7 pedone del nero · c6 cavallo del nero · c4 alfiere del bianco · d4 pedone del nero · e4 pedone del bianco · f3 cavallo del bianco · a2 pedone del bianco · b2 pedone del bianco · c2 pedone del bianco · f2 pedone del bianco · g2 pedone del bianco · h2 pedone del bianco · a1 torre del bianco · b1 cavallo del bianco · c1 alfiere del bianco · d1 donna del bianco · e1 re del bianco · h1 torre del bianco | a8 torre del nero · c8 alfiere del nero · d8 donna del nero · e8 re del nero · f8 alfiere del nero · g8 cavallo del nero · h8 torre del nero · a7 pedone del nero · b7 pedone del nero · c7 pedone del nero · d7 pedone del nero · f7 pedone del nero · g7 pedone del nero · h7 pedone del nero · c6 cavallo del nero · c4 alfiere del bianco · d4 pedone del nero · e4 pedone del bianco · f3 cavallo del bianco · a2 pedone del bianco · b2 pedone del bianco · c2 pedone del bianco · f2 pedone del bianco · g2 pedone del bianco · h2 pedone del bianco · a1 torre del bianco · b1 cavallo del bianco · c1 alfiere del bianco · d1 donna del bianco · e1 re del bianco · h1 torre del bianco | a8 torre del nero · c8 alfiere del nero · d8 donna del nero · e8 re del nero · f8 alfiere del nero · g8 cavallo del nero · h8 torre del nero · a7 pedone del nero · b7 pedone del nero · c7 pedone del nero · d7 pedone del nero · f7 pedone del nero · g7 pedone del nero · h7 pedone del nero · c6 cavallo del nero · c4 alfiere del bianco · d4 pedone del nero · e4 pedone del bianco · f3 cavallo del bianco · a2 pedone del bianco · b2 pedone del bianco · c2 pedone del bianco · f2 pedone del bianco · g2 pedone del bianco · h2 pedone del bianco · a1 torre del bianco · b1 cavallo del bianco · c1 alfiere del bianco · d1 donna del bianco · e1 re del bianco · h1 torre del bianco | 6 |
| 5 | a8 torre del nero · c8 alfiere del nero · d8 donna del nero · e8 re del nero · f8 alfiere del nero · g8 cavallo del nero · h8 torre del nero · a7 pedone del nero · b7 pedone del nero · c7 pedone del nero · d7 pedone del nero · f7 pedone del nero · g7 pedone del nero · h7 pedone del nero · c6 cavallo del nero · c4 alfiere del bianco · d4 pedone del nero · e4 pedone del bianco · f3 cavallo del bianco · a2 pedone del bianco · b2 pedone del bianco · c2 pedone del bianco · f2 pedone del bianco · g2 pedone del bianco · h2 pedone del bianco · a1 torre del bianco · b1 cavallo del bianco · c1 alfiere del bianco · d1 donna del bianco · e1 re del bianco · h1 torre del bianco | a8 torre del nero · c8 alfiere del nero · d8 donna del nero · e8 re del nero · f8 alfiere del nero · g8 cavallo del nero · h8 torre del nero · a7 pedone del nero · b7 pedone del nero · c7 pedone del nero · d7 pedone del nero · f7 pedone del nero · g7 pedone del nero · h7 pedone del nero · c6 cavallo del nero · c4 alfiere del bianco · d4 pedone del nero · e4 pedone del bianco · f3 cavallo del bianco · a2 pedone del bianco · b2 pedone del bianco · c2 pedone del bianco · f2 pedone del bianco · g2 pedone del bianco · h2 pedone del bianco · a1 torre del bianco · b1 cavallo del bianco · c1 alfiere del bianco · d1 donna del bianco · e1 re del bianco · h1 torre del bianco | a8 torre del nero · c8 alfiere del nero · d8 donna del nero · e8 re del nero · f8 alfiere del nero · g8 cavallo del nero · h8 torre del nero · a7 pedone del nero · b7 pedone del nero · c7 pedone del nero · d7 pedone del nero · f7 pedone del nero · g7 pedone del nero · h7 pedone del nero · c6 cavallo del nero · c4 alfiere del bianco · d4 pedone del nero · e4 pedone del bianco · f3 cavallo del bianco · a2 pedone del bianco · b2 pedone del bianco · c2 pedone del bianco · f2 pedone del bianco · g2 pedone del bianco · h2 pedone del bianco · a1 torre del bianco · b1 cavallo del bianco · c1 alfiere del bianco · d1 donna del bianco · e1 re del bianco · h1 torre del bianco | a8 torre del nero · c8 alfiere del nero · d8 donna del nero · e8 re del nero · f8 alfiere del nero · g8 cavallo del nero · h8 torre del nero · a7 pedone del nero · b7 pedone del nero · c7 pedone del nero · d7 pedone del nero · f7 pedone del nero · g7 pedone del nero · h7 pedone del nero · c6 cavallo del nero · c4 alfiere del bianco · d4 pedone del nero · e4 pedone del bianco · f3 cavallo del bianco · a2 pedone del bianco · b2 pedone del bianco · c2 pedone del bianco · f2 pedone del bianco · g2 pedone del bianco · h2 pedone del bianco · a1 torre del bianco · b1 cavallo del bianco · c1 alfiere del bianco · d1 donna del bianco · e1 re del bianco · h1 torre del bianco | a8 torre del nero · c8 alfiere del nero · d8 donna del nero · e8 re del nero · f8 alfiere del nero · g8 cavallo del nero · h8 torre del nero · a7 pedone del nero · b7 pedone del nero · c7 pedone del nero · d7 pedone del nero · f7 pedone del nero · g7 pedone del nero · h7 pedone del nero · c6 cavallo del nero · c4 alfiere del bianco · d4 pedone del nero · e4 pedone del bianco · f3 cavallo del bianco · a2 pedone del bianco · b2 pedone del bianco · c2 pedone del bianco · f2 pedone del bianco · g2 pedone del bianco · h2 pedone del bianco · a1 torre del bianco · b1 cavallo del bianco · c1 alfiere del bianco · d1 donna del bianco · e1 re del bianco · h1 torre del bianco | a8 torre del nero · c8 alfiere del nero · d8 donna del nero · e8 re del nero · f8 alfiere del nero · g8 cavallo del nero · h8 torre del nero · a7 pedone del nero · b7 pedone del nero · c7 pedone del nero · d7 pedone del nero · f7 pedone del nero · g7 pedone del nero · h7 pedone del nero · c6 cavallo del nero · c4 alfiere del bianco · d4 pedone del nero · e4 pedone del bianco · f3 cavallo del bianco · a2 pedone del bianco · b2 pedone del bianco · c2 pedone del bianco · f2 pedone del bianco · g2 pedone del bianco · h2 pedone del bianco · a1 torre del bianco · b1 cavallo del bianco · c1 alfiere del bianco · d1 donna del bianco · e1 re del bianco · h1 torre del bianco | a8 torre del nero · c8 alfiere del nero · d8 donna del nero · e8 re del nero · f8 alfiere del nero · g8 cavallo del nero · h8 torre del nero · a7 pedone del nero · b7 pedone del nero · c7 pedone del nero · d7 pedone del nero · f7 pedone del nero · g7 pedone del nero · h7 pedone del nero · c6 cavallo del nero · c4 alfiere del bianco · d4 pedone del nero · e4 pedone del bianco · f3 cavallo del bianco · a2 pedone del bianco · b2 pedone del bianco · c2 pedone del bianco · f2 pedone del bianco · g2 pedone del bianco · h2 pedone del bianco · a1 torre del bianco · b1 cavallo del bianco · c1 alfiere del bianco · d1 donna del bianco · e1 re del bianco · h1 torre del bianco | a8 torre del nero · c8 alfiere del nero · d8 donna del nero · e8 re del nero · f8 alfiere del nero · g8 cavallo del nero · h8 torre del nero · a7 pedone del nero · b7 pedone del nero · c7 pedone del nero · d7 pedone del nero · f7 pedone del nero · g7 pedone del nero · h7 pedone del nero · c6 cavallo del nero · c4 alfiere del bianco · d4 pedone del nero · e4 pedone del bianco · f3 cavallo del bianco · a2 pedone del bianco · b2 pedone del bianco · c2 pedone del bianco · f2 pedone del bianco · g2 pedone del bianco · h2 pedone del bianco · a1 torre del bianco · b1 cavallo del bianco · c1 alfiere del bianco · d1 donna del bianco · e1 re del bianco · h1 torre del bianco | 5 |
| 4 | a8 torre del nero · c8 alfiere del nero · d8 donna del nero · e8 re del nero · f8 alfiere del nero · g8 cavallo del nero · h8 torre del nero · a7 pedone del nero · b7 pedone del nero · c7 pedone del nero · d7 pedone del nero · f7 pedone del nero · g7 pedone del nero · h7 pedone del nero · c6 cavallo del nero · c4 alfiere del bianco · d4 pedone del nero · e4 pedone del bianco · f3 cavallo del bianco · a2 pedone del bianco · b2 pedone del bianco · c2 pedone del bianco · f2 pedone del bianco · g2 pedone del bianco · h2 pedone del bianco · a1 torre del bianco · b1 cavallo del bianco · c1 alfiere del bianco · d1 donna del bianco · e1 re del bianco · h1 torre del bianco | a8 torre del nero · c8 alfiere del nero · d8 donna del nero · e8 re del nero · f8 alfiere del nero · g8 cavallo del nero · h8 torre del nero · a7 pedone del nero · b7 pedone del nero · c7 pedone del nero · d7 pedone del nero · f7 pedone del nero · g7 pedone del nero · h7 pedone del nero · c6 cavallo del nero · c4 alfiere del bianco · d4 pedone del nero · e4 pedone del bianco · f3 cavallo del bianco · a2 pedone del bianco · b2 pedone del bianco · c2 pedone del bianco · f2 pedone del bianco · g2 pedone del bianco · h2 pedone del bianco · a1 torre del bianco · b1 cavallo del bianco · c1 alfiere del bianco · d1 donna del bianco · e1 re del bianco · h1 torre del bianco | a8 torre del nero · c8 alfiere del nero · d8 donna del nero · e8 re del nero · f8 alfiere del nero · g8 cavallo del nero · h8 torre del nero · a7 pedone del nero · b7 pedone del nero · c7 pedone del nero · d7 pedone del nero · f7 pedone del nero · g7 pedone del nero · h7 pedone del nero · c6 cavallo del nero · c4 alfiere del bianco · d4 pedone del nero · e4 pedone del bianco · f3 cavallo del bianco · a2 pedone del bianco · b2 pedone del bianco · c2 pedone del bianco · f2 pedone del bianco · g2 pedone del bianco · h2 pedone del bianco · a1 torre del bianco · b1 cavallo del bianco · c1 alfiere del bianco · d1 donna del bianco · e1 re del bianco · h1 torre del bianco | a8 torre del nero · c8 alfiere del nero · d8 donna del nero · e8 re del nero · f8 alfiere del nero · g8 cavallo del nero · h8 torre del nero · a7 pedone del nero · b7 pedone del nero · c7 pedone del nero · d7 pedone del nero · f7 pedone del nero · g7 pedone del nero · h7 pedone del nero · c6 cavallo del nero · c4 alfiere del bianco · d4 pedone del nero · e4 pedone del bianco · f3 cavallo del bianco · a2 pedone del bianco · b2 pedone del bianco · c2 pedone del bianco · f2 pedone del bianco · g2 pedone del bianco · h2 pedone del bianco · a1 torre del bianco · b1 cavallo del bianco · c1 alfiere del bianco · d1 donna del bianco · e1 re del bianco · h1 torre del bianco | a8 torre del nero · c8 alfiere del nero · d8 donna del nero · e8 re del nero · f8 alfiere del nero · g8 cavallo del nero · h8 torre del nero · a7 pedone del nero · b7 pedone del nero · c7 pedone del nero · d7 pedone del nero · f7 pedone del nero · g7 pedone del nero · h7 pedone del nero · c6 cavallo del nero · c4 alfiere del bianco · d4 pedone del nero · e4 pedone del bianco · f3 cavallo del bianco · a2 pedone del bianco · b2 pedone del bianco · c2 pedone del bianco · f2 pedone del bianco · g2 pedone del bianco · h2 pedone del bianco · a1 torre del bianco · b1 cavallo del bianco · c1 alfiere del bianco · d1 donna del bianco · e1 re del bianco · h1 torre del bianco | a8 torre del nero · c8 alfiere del nero · d8 donna del nero · e8 re del nero · f8 alfiere del nero · g8 cavallo del nero · h8 torre del nero · a7 pedone del nero · b7 pedone del nero · c7 pedone del nero · d7 pedone del nero · f7 pedone del nero · g7 pedone del nero · h7 pedone del nero · c6 cavallo del nero · c4 alfiere del bianco · d4 pedone del nero · e4 pedone del bianco · f3 cavallo del bianco · a2 pedone del bianco · b2 pedone del bianco · c2 pedone del bianco · f2 pedone del bianco · g2 pedone del bianco · h2 pedone del bianco · a1 torre del bianco · b1 cavallo del bianco · c1 alfiere del bianco · d1 donna del bianco · e1 re del bianco · h1 torre del bianco | a8 torre del nero · c8 alfiere del nero · d8 donna del nero · e8 re del nero · f8 alfiere del nero · g8 cavallo del nero · h8 torre del nero · a7 pedone del nero · b7 pedone del nero · c7 pedone del nero · d7 pedone del nero · f7 pedone del nero · g7 pedone del nero · h7 pedone del nero · c6 cavallo del nero · c4 alfiere del bianco · d4 pedone del nero · e4 pedone del bianco · f3 cavallo del bianco · a2 pedone del bianco · b2 pedone del bianco · c2 pedone del bianco · f2 pedone del bianco · g2 pedone del bianco · h2 pedone del bianco · a1 torre del bianco · b1 cavallo del bianco · c1 alfiere del bianco · d1 donna del bianco · e1 re del bianco · h1 torre del bianco | a8 torre del nero · c8 alfiere del nero · d8 donna del nero · e8 re del nero · f8 alfiere del nero · g8 cavallo del nero · h8 torre del nero · a7 pedone del nero · b7 pedone del nero · c7 pedone del nero · d7 pedone del nero · f7 pedone del nero · g7 pedone del nero · h7 pedone del nero · c6 cavallo del nero · c4 alfiere del bianco · d4 pedone del nero · e4 pedone del bianco · f3 cavallo del bianco · a2 pedone del bianco · b2 pedone del bianco · c2 pedone del bianco · f2 pedone del bianco · g2 pedone del bianco · h2 pedone del bianco · a1 torre del bianco · b1 cavallo del bianco · c1 alfiere del bianco · d1 donna del bianco · e1 re del bianco · h1 torre del bianco | 4 |
| 3 | a8 torre del nero · c8 alfiere del nero · d8 donna del nero · e8 re del nero · f8 alfiere del nero · g8 cavallo del nero · h8 torre del nero · a7 pedone del nero · b7 pedone del nero · c7 pedone del nero · d7 pedone del nero · f7 pedone del nero · g7 pedone del nero · h7 pedone del nero · c6 cavallo del nero · c4 alfiere del bianco · d4 pedone del nero · e4 pedone del bianco · f3 cavallo del bianco · a2 pedone del bianco · b2 pedone del bianco · c2 pedone del bianco · f2 pedone del bianco · g2 pedone del bianco · h2 pedone del bianco · a1 torre del bianco · b1 cavallo del bianco · c1 alfiere del bianco · d1 donna del bianco · e1 re del bianco · h1 torre del bianco | a8 torre del nero · c8 alfiere del nero · d8 donna del nero · e8 re del nero · f8 alfiere del nero · g8 cavallo del nero · h8 torre del nero · a7 pedone del nero · b7 pedone del nero · c7 pedone del nero · d7 pedone del nero · f7 pedone del nero · g7 pedone del nero · h7 pedone del nero · c6 cavallo del nero · c4 alfiere del bianco · d4 pedone del nero · e4 pedone del bianco · f3 cavallo del bianco · a2 pedone del bianco · b2 pedone del bianco · c2 pedone del bianco · f2 pedone del bianco · g2 pedone del bianco · h2 pedone del bianco · a1 torre del bianco · b1 cavallo del bianco · c1 alfiere del bianco · d1 donna del bianco · e1 re del bianco · h1 torre del bianco | a8 torre del nero · c8 alfiere del nero · d8 donna del nero · e8 re del nero · f8 alfiere del nero · g8 cavallo del nero · h8 torre del nero · a7 pedone del nero · b7 pedone del nero · c7 pedone del nero · d7 pedone del nero · f7 pedone del nero · g7 pedone del nero · h7 pedone del nero · c6 cavallo del nero · c4 alfiere del bianco · d4 pedone del nero · e4 pedone del bianco · f3 cavallo del bianco · a2 pedone del bianco · b2 pedone del bianco · c2 pedone del bianco · f2 pedone del bianco · g2 pedone del bianco · h2 pedone del bianco · a1 torre del bianco · b1 cavallo del bianco · c1 alfiere del bianco · d1 donna del bianco · e1 re del bianco · h1 torre del bianco | a8 torre del nero · c8 alfiere del nero · d8 donna del nero · e8 re del nero · f8 alfiere del nero · g8 cavallo del nero · h8 torre del nero · a7 pedone del nero · b7 pedone del nero · c7 pedone del nero · d7 pedone del nero · f7 pedone del nero · g7 pedone del nero · h7 pedone del nero · c6 cavallo del nero · c4 alfiere del bianco · d4 pedone del nero · e4 pedone del bianco · f3 cavallo del bianco · a2 pedone del bianco · b2 pedone del bianco · c2 pedone del bianco · f2 pedone del bianco · g2 pedone del bianco · h2 pedone del bianco · a1 torre del bianco · b1 cavallo del bianco · c1 alfiere del bianco · d1 donna del bianco · e1 re del bianco · h1 torre del bianco | a8 torre del nero · c8 alfiere del nero · d8 donna del nero · e8 re del nero · f8 alfiere del nero · g8 cavallo del nero · h8 torre del nero · a7 pedone del nero · b7 pedone del nero · c7 pedone del nero · d7 pedone del nero · f7 pedone del nero · g7 pedone del nero · h7 pedone del nero · c6 cavallo del nero · c4 alfiere del bianco · d4 pedone del nero · e4 pedone del bianco · f3 cavallo del bianco · a2 pedone del bianco · b2 pedone del bianco · c2 pedone del bianco · f2 pedone del bianco · g2 pedone del bianco · h2 pedone del bianco · a1 torre del bianco · b1 cavallo del bianco · c1 alfiere del bianco · d1 donna del bianco · e1 re del bianco · h1 torre del bianco | a8 torre del nero · c8 alfiere del nero · d8 donna del nero · e8 re del nero · f8 alfiere del nero · g8 cavallo del nero · h8 torre del nero · a7 pedone del nero · b7 pedone del nero · c7 pedone del nero · d7 pedone del nero · f7 pedone del nero · g7 pedone del nero · h7 pedone del nero · c6 cavallo del nero · c4 alfiere del bianco · d4 pedone del nero · e4 pedone del bianco · f3 cavallo del bianco · a2 pedone del bianco · b2 pedone del bianco · c2 pedone del bianco · f2 pedone del bianco · g2 pedone del bianco · h2 pedone del bianco · a1 torre del bianco · b1 cavallo del bianco · c1 alfiere del bianco · d1 donna del bianco · e1 re del bianco · h1 torre del bianco | a8 torre del nero · c8 alfiere del nero · d8 donna del nero · e8 re del nero · f8 alfiere del nero · g8 cavallo del nero · h8 torre del nero · a7 pedone del nero · b7 pedone del nero · c7 pedone del nero · d7 pedone del nero · f7 pedone del nero · g7 pedone del nero · h7 pedone del nero · c6 cavallo del nero · c4 alfiere del bianco · d4 pedone del nero · e4 pedone del bianco · f3 cavallo del bianco · a2 pedone del bianco · b2 pedone del bianco · c2 pedone del bianco · f2 pedone del bianco · g2 pedone del bianco · h2 pedone del bianco · a1 torre del bianco · b1 cavallo del bianco · c1 alfiere del bianco · d1 donna del bianco · e1 re del bianco · h1 torre del bianco | a8 torre del nero · c8 alfiere del nero · d8 donna del nero · e8 re del nero · f8 alfiere del nero · g8 cavallo del nero · h8 torre del nero · a7 pedone del nero · b7 pedone del nero · c7 pedone del nero · d7 pedone del nero · f7 pedone del nero · g7 pedone del nero · h7 pedone del nero · c6 cavallo del nero · c4 alfiere del bianco · d4 pedone del nero · e4 pedone del bianco · f3 cavallo del bianco · a2 pedone del bianco · b2 pedone del bianco · c2 pedone del bianco · f2 pedone del bianco · g2 pedone del bianco · h2 pedone del bianco · a1 torre del bianco · b1 cavallo del bianco · c1 alfiere del bianco · d1 donna del bianco · e1 re del bianco · h1 torre del bianco | 3 |
| 2 | a8 torre del nero · c8 alfiere del nero · d8 donna del nero · e8 re del nero · f8 alfiere del nero · g8 cavallo del nero · h8 torre del nero · a7 pedone del nero · b7 pedone del nero · c7 pedone del nero · d7 pedone del nero · f7 pedone del nero · g7 pedone del nero · h7 pedone del nero · c6 cavallo del nero · c4 alfiere del bianco · d4 pedone del nero · e4 pedone del bianco · f3 cavallo del bianco · a2 pedone del bianco · b2 pedone del bianco · c2 pedone del bianco · f2 pedone del bianco · g2 pedone del bianco · h2 pedone del bianco · a1 torre del bianco · b1 cavallo del bianco · c1 alfiere del bianco · d1 donna del bianco · e1 re del bianco · h1 torre del bianco | a8 torre del nero · c8 alfiere del nero · d8 donna del nero · e8 re del nero · f8 alfiere del nero · g8 cavallo del nero · h8 torre del nero · a7 pedone del nero · b7 pedone del nero · c7 pedone del nero · d7 pedone del nero · f7 pedone del nero · g7 pedone del nero · h7 pedone del nero · c6 cavallo del nero · c4 alfiere del bianco · d4 pedone del nero · e4 pedone del bianco · f3 cavallo del bianco · a2 pedone del bianco · b2 pedone del bianco · c2 pedone del bianco · f2 pedone del bianco · g2 pedone del bianco · h2 pedone del bianco · a1 torre del bianco · b1 cavallo del bianco · c1 alfiere del bianco · d1 donna del bianco · e1 re del bianco · h1 torre del bianco | a8 torre del nero · c8 alfiere del nero · d8 donna del nero · e8 re del nero · f8 alfiere del nero · g8 cavallo del nero · h8 torre del nero · a7 pedone del nero · b7 pedone del nero · c7 pedone del nero · d7 pedone del nero · f7 pedone del nero · g7 pedone del nero · h7 pedone del nero · c6 cavallo del nero · c4 alfiere del bianco · d4 pedone del nero · e4 pedone del bianco · f3 cavallo del bianco · a2 pedone del bianco · b2 pedone del bianco · c2 pedone del bianco · f2 pedone del bianco · g2 pedone del bianco · h2 pedone del bianco · a1 torre del bianco · b1 cavallo del bianco · c1 alfiere del bianco · d1 donna del bianco · e1 re del bianco · h1 torre del bianco | a8 torre del nero · c8 alfiere del nero · d8 donna del nero · e8 re del nero · f8 alfiere del nero · g8 cavallo del nero · h8 torre del nero · a7 pedone del nero · b7 pedone del nero · c7 pedone del nero · d7 pedone del nero · f7 pedone del nero · g7 pedone del nero · h7 pedone del nero · c6 cavallo del nero · c4 alfiere del bianco · d4 pedone del nero · e4 pedone del bianco · f3 cavallo del bianco · a2 pedone del bianco · b2 pedone del bianco · c2 pedone del bianco · f2 pedone del bianco · g2 pedone del bianco · h2 pedone del bianco · a1 torre del bianco · b1 cavallo del bianco · c1 alfiere del bianco · d1 donna del bianco · e1 re del bianco · h1 torre del bianco | a8 torre del nero · c8 alfiere del nero · d8 donna del nero · e8 re del nero · f8 alfiere del nero · g8 cavallo del nero · h8 torre del nero · a7 pedone del nero · b7 pedone del nero · c7 pedone del nero · d7 pedone del nero · f7 pedone del nero · g7 pedone del nero · h7 pedone del nero · c6 cavallo del nero · c4 alfiere del bianco · d4 pedone del nero · e4 pedone del bianco · f3 cavallo del bianco · a2 pedone del bianco · b2 pedone del bianco · c2 pedone del bianco · f2 pedone del bianco · g2 pedone del bianco · h2 pedone del bianco · a1 torre del bianco · b1 cavallo del bianco · c1 alfiere del bianco · d1 donna del bianco · e1 re del bianco · h1 torre del bianco | a8 torre del nero · c8 alfiere del nero · d8 donna del nero · e8 re del nero · f8 alfiere del nero · g8 cavallo del nero · h8 torre del nero · a7 pedone del nero · b7 pedone del nero · c7 pedone del nero · d7 pedone del nero · f7 pedone del nero · g7 pedone del nero · h7 pedone del nero · c6 cavallo del nero · c4 alfiere del bianco · d4 pedone del nero · e4 pedone del bianco · f3 cavallo del bianco · a2 pedone del bianco · b2 pedone del bianco · c2 pedone del bianco · f2 pedone del bianco · g2 pedone del bianco · h2 pedone del bianco · a1 torre del bianco · b1 cavallo del bianco · c1 alfiere del bianco · d1 donna del bianco · e1 re del bianco · h1 torre del bianco | a8 torre del nero · c8 alfiere del nero · d8 donna del nero · e8 re del nero · f8 alfiere del nero · g8 cavallo del nero · h8 torre del nero · a7 pedone del nero · b7 pedone del nero · c7 pedone del nero · d7 pedone del nero · f7 pedone del nero · g7 pedone del nero · h7 pedone del nero · c6 cavallo del nero · c4 alfiere del bianco · d4 pedone del nero · e4 pedone del bianco · f3 cavallo del bianco · a2 pedone del bianco · b2 pedone del bianco · c2 pedone del bianco · f2 pedone del bianco · g2 pedone del bianco · h2 pedone del bianco · a1 torre del bianco · b1 cavallo del bianco · c1 alfiere del bianco · d1 donna del bianco · e1 re del bianco · h1 torre del bianco | a8 torre del nero · c8 alfiere del nero · d8 donna del nero · e8 re del nero · f8 alfiere del nero · g8 cavallo del nero · h8 torre del nero · a7 pedone del nero · b7 pedone del nero · c7 pedone del nero · d7 pedone del nero · f7 pedone del nero · g7 pedone del nero · h7 pedone del nero · c6 cavallo del nero · c4 alfiere del bianco · d4 pedone del nero · e4 pedone del bianco · f3 cavallo del bianco · a2 pedone del bianco · b2 pedone del bianco · c2 pedone del bianco · f2 pedone del bianco · g2 pedone del bianco · h2 pedone del bianco · a1 torre del bianco · b1 cavallo del bianco · c1 alfiere del bianco · d1 donna del bianco · e1 re del bianco · h1 torre del bianco | 2 |
| 1 | a8 torre del nero · c8 alfiere del nero · d8 donna del nero · e8 re del nero · f8 alfiere del nero · g8 cavallo del nero · h8 torre del nero · a7 pedone del nero · b7 pedone del nero · c7 pedone del nero · d7 pedone del nero · f7 pedone del nero · g7 pedone del nero · h7 pedone del nero · c6 cavallo del nero · c4 alfiere del bianco · d4 pedone del nero · e4 pedone del bianco · f3 cavallo del bianco · a2 pedone del bianco · b2 pedone del bianco · c2 pedone del bianco · f2 pedone del bianco · g2 pedone del bianco · h2 pedone del bianco · a1 torre del bianco · b1 cavallo del bianco · c1 alfiere del bianco · d1 donna del bianco · e1 re del bianco · h1 torre del bianco | a8 torre del nero · c8 alfiere del nero · d8 donna del nero · e8 re del nero · f8 alfiere del nero · g8 cavallo del nero · h8 torre del nero · a7 pedone del nero · b7 pedone del nero · c7 pedone del nero · d7 pedone del nero · f7 pedone del nero · g7 pedone del nero · h7 pedone del nero · c6 cavallo del nero · c4 alfiere del bianco · d4 pedone del nero · e4 pedone del bianco · f3 cavallo del bianco · a2 pedone del bianco · b2 pedone del bianco · c2 pedone del bianco · f2 pedone del bianco · g2 pedone del bianco · h2 pedone del bianco · a1 torre del bianco · b1 cavallo del bianco · c1 alfiere del bianco · d1 donna del bianco · e1 re del bianco · h1 torre del bianco | a8 torre del nero · c8 alfiere del nero · d8 donna del nero · e8 re del nero · f8 alfiere del nero · g8 cavallo del nero · h8 torre del nero · a7 pedone del nero · b7 pedone del nero · c7 pedone del nero · d7 pedone del nero · f7 pedone del nero · g7 pedone del nero · h7 pedone del nero · c6 cavallo del nero · c4 alfiere del bianco · d4 pedone del nero · e4 pedone del bianco · f3 cavallo del bianco · a2 pedone del bianco · b2 pedone del bianco · c2 pedone del bianco · f2 pedone del bianco · g2 pedone del bianco · h2 pedone del bianco · a1 torre del bianco · b1 cavallo del bianco · c1 alfiere del bianco · d1 donna del bianco · e1 re del bianco · h1 torre del bianco | a8 torre del nero · c8 alfiere del nero · d8 donna del nero · e8 re del nero · f8 alfiere del nero · g8 cavallo del nero · h8 torre del nero · a7 pedone del nero · b7 pedone del nero · c7 pedone del nero · d7 pedone del nero · f7 pedone del nero · g7 pedone del nero · h7 pedone del nero · c6 cavallo del nero · c4 alfiere del bianco · d4 pedone del nero · e4 pedone del bianco · f3 cavallo del bianco · a2 pedone del bianco · b2 pedone del bianco · c2 pedone del bianco · f2 pedone del bianco · g2 pedone del bianco · h2 pedone del bianco · a1 torre del bianco · b1 cavallo del bianco · c1 alfiere del bianco · d1 donna del bianco · e1 re del bianco · h1 torre del bianco | a8 torre del nero · c8 alfiere del nero · d8 donna del nero · e8 re del nero · f8 alfiere del nero · g8 cavallo del nero · h8 torre del nero · a7 pedone del nero · b7 pedone del nero · c7 pedone del nero · d7 pedone del nero · f7 pedone del nero · g7 pedone del nero · h7 pedone del nero · c6 cavallo del nero · c4 alfiere del bianco · d4 pedone del nero · e4 pedone del bianco · f3 cavallo del bianco · a2 pedone del bianco · b2 pedone del bianco · c2 pedone del bianco · f2 pedone del bianco · g2 pedone del bianco · h2 pedone del bianco · a1 torre del bianco · b1 cavallo del bianco · c1 alfiere del bianco · d1 donna del bianco · e1 re del bianco · h1 torre del bianco | a8 torre del nero · c8 alfiere del nero · d8 donna del nero · e8 re del nero · f8 alfiere del nero · g8 cavallo del nero · h8 torre del nero · a7 pedone del nero · b7 pedone del nero · c7 pedone del nero · d7 pedone del nero · f7 pedone del nero · g7 pedone del nero · h7 pedone del nero · c6 cavallo del nero · c4 alfiere del bianco · d4 pedone del nero · e4 pedone del bianco · f3 cavallo del bianco · a2 pedone del bianco · b2 pedone del bianco · c2 pedone del bianco · f2 pedone del bianco · g2 pedone del bianco · h2 pedone del bianco · a1 torre del bianco · b1 cavallo del bianco · c1 alfiere del bianco · d1 donna del bianco · e1 re del bianco · h1 torre del bianco | a8 torre del nero · c8 alfiere del nero · d8 donna del nero · e8 re del nero · f8 alfiere del nero · g8 cavallo del nero · h8 torre del nero · a7 pedone del nero · b7 pedone del nero · c7 pedone del nero · d7 pedone del nero · f7 pedone del nero · g7 pedone del nero · h7 pedone del nero · c6 cavallo del nero · c4 alfiere del bianco · d4 pedone del nero · e4 pedone del bianco · f3 cavallo del bianco · a2 pedone del bianco · b2 pedone del bianco · c2 pedone del bianco · f2 pedone del bianco · g2 pedone del bianco · h2 pedone del bianco · a1 torre del bianco · b1 cavallo del bianco · c1 alfiere del bianco · d1 donna del bianco · e1 re del bianco · h1 torre del bianco | a8 torre del nero · c8 alfiere del nero · d8 donna del nero · e8 re del nero · f8 alfiere del nero · g8 cavallo del nero · h8 torre del nero · a7 pedone del nero · b7 pedone del nero · c7 pedone del nero · d7 pedone del nero · f7 pedone del nero · g7 pedone del nero · h7 pedone del nero · c6 cavallo del nero · c4 alfiere del bianco · d4 pedone del nero · e4 pedone del bianco · f3 cavallo del bianco · a2 pedone del bianco · b2 pedone del bianco · c2 pedone del bianco · f2 pedone del bianco · g2 pedone del bianco · h2 pedone del bianco · a1 torre del bianco · b1 cavallo del bianco · c1 alfiere del bianco · d1 donna del bianco · e1 re del bianco · h1 torre del bianco | 1 |
|   | a | b | c | d | e | f | g | h |   |